# 談山神社

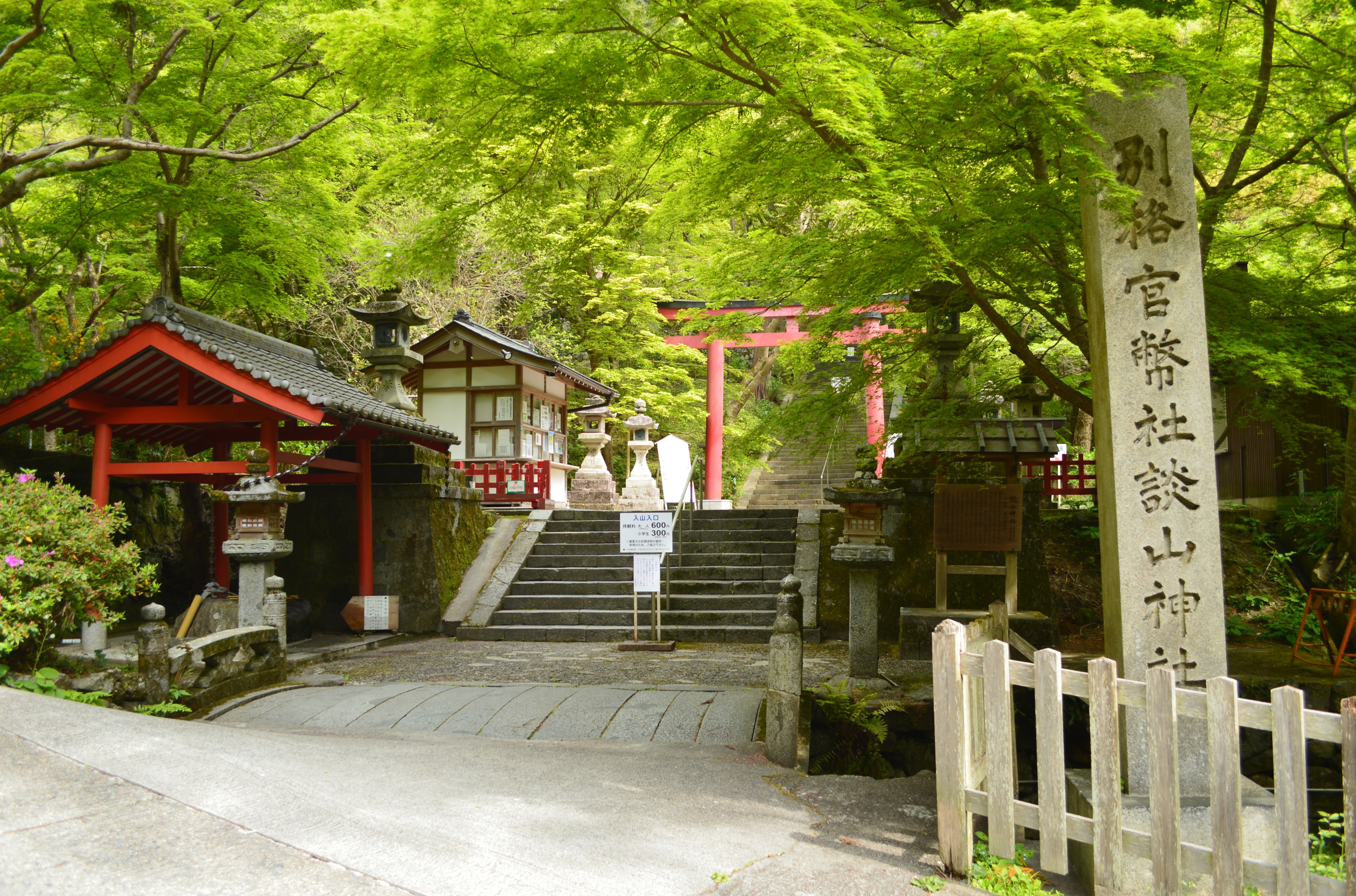
境内入り口

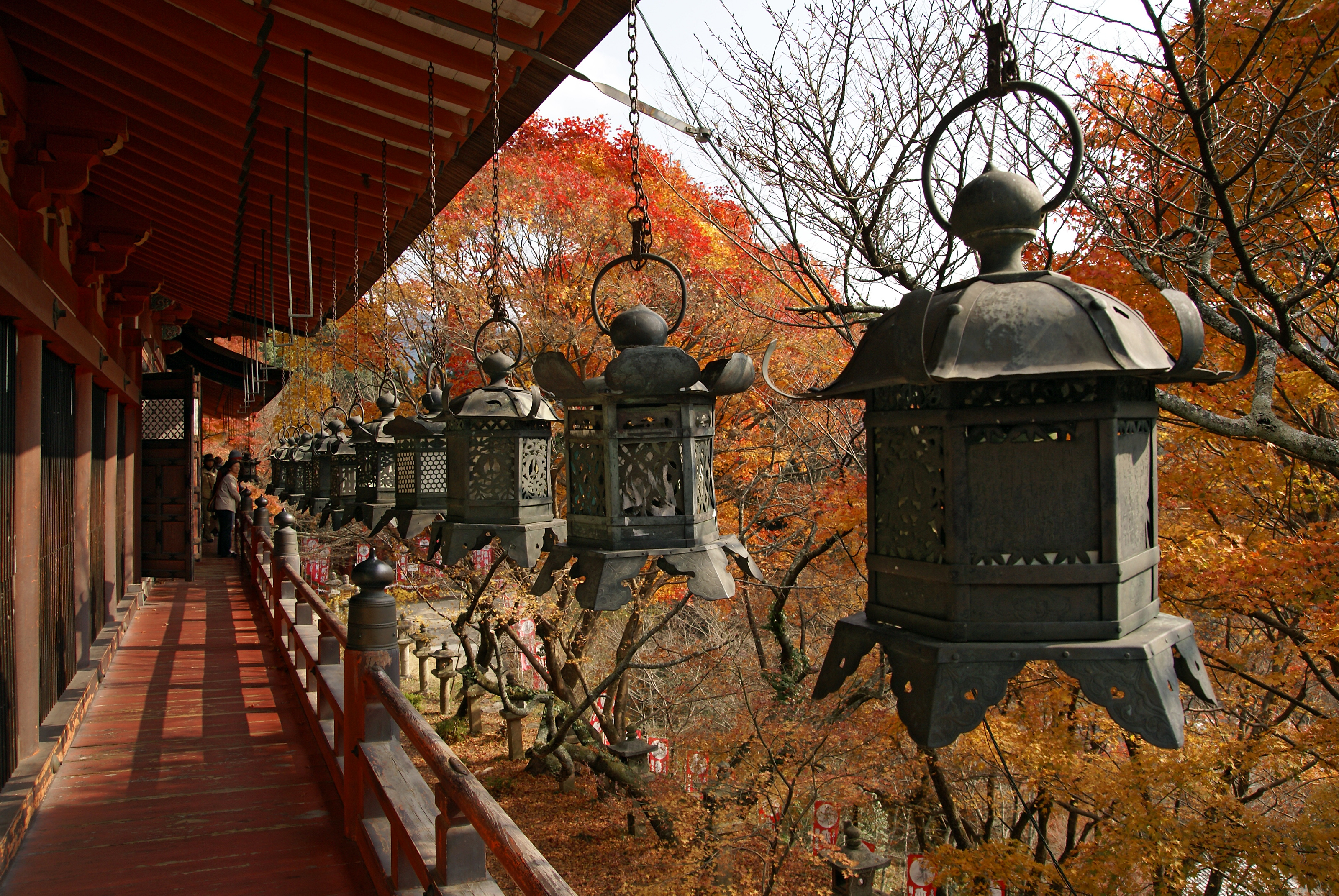
拝殿からの紅葉眺望

談山神社（たんざんじんじゃ）は、奈良県桜井市多武峰（とうのみね）にある神社。旧社格は別格官幣社で、現在は神社本庁の別表神社。
神仏分離以前は多武峯妙楽寺（とうのみねみょうらくじ）という、有力な神仏習合の寺院であった。なお、桜井市歴史文化構想では拝所としてつくられた講堂を妙楽寺とし、歴史的記述では「多武峯」を用いている。本殿とその廻廊は14世紀中葉以前には「聖霊院」と称されたが、15世紀末以後には「護国院」が用いられ、このほかに大織冠社、談山社、多武峰本社とも称された。現在は桜と紅葉の名所として知られる。

## 祭神
- 主祭神 - 藤原鎌足公

## 歴史

### 古代

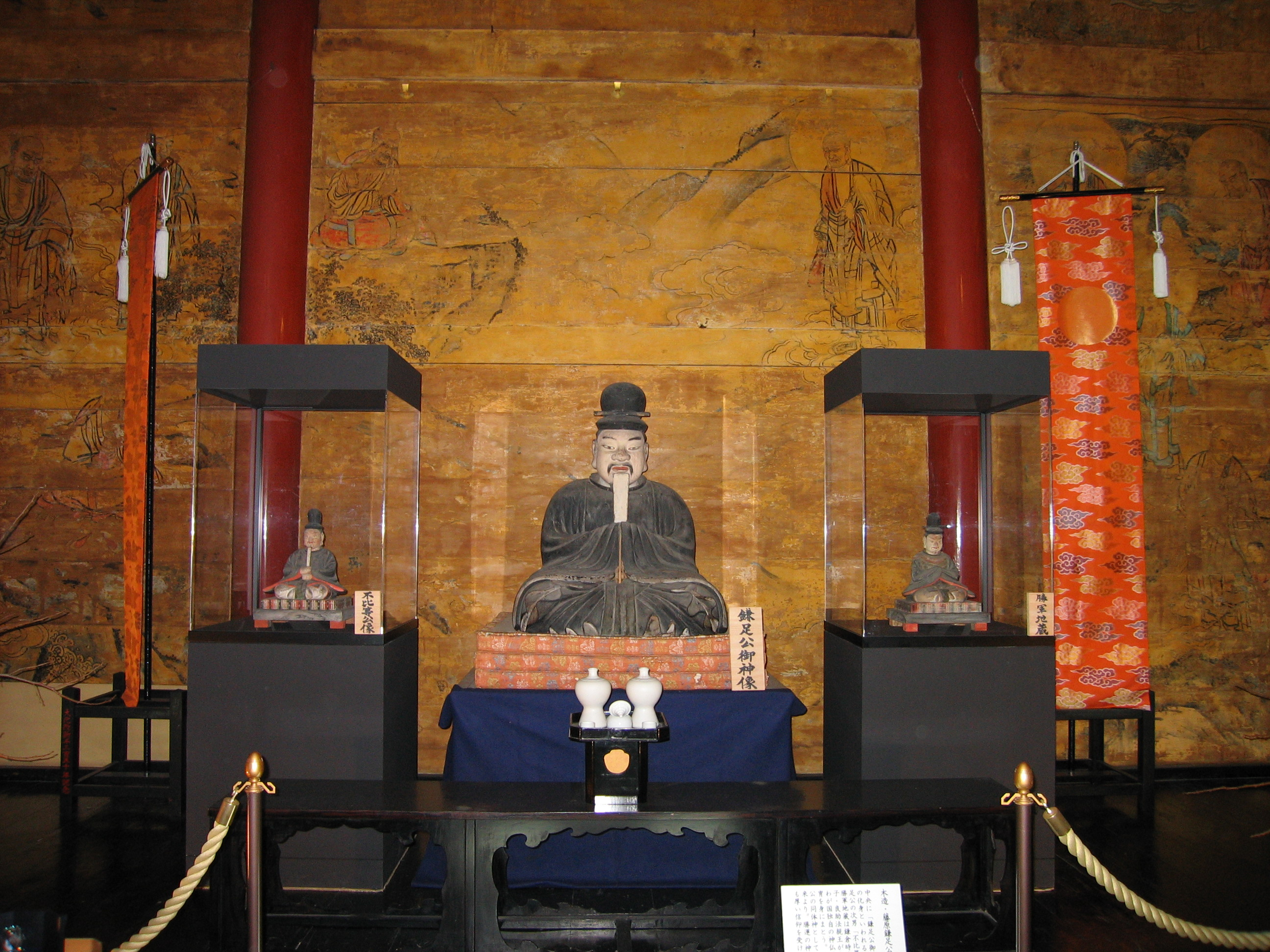
藤原鎌足像

『多武峰略記』によると藤原氏の祖である中臣鎌足の死後、摂津国島下郡阿威山（参照：阿武山古墳）に葬られていたが、鎌足の長子で僧の定恵が唐から帰朝すると多武峯（多武峰）に改葬して墓の上に十三重塔を造立した。この多武峯は鎌足が生前に「撥乱反正之謀」（乱れた世を治めて正しい世にかえす）を談じた「談岑」の故地にあたる。十三重塔の造立から数年後に三間四面の堂を建立して妙楽寺としたのが多武峯の発祥である。この初期に鎌足の御影像を安置するための「方三丈御殿」（『多武峰略記』の異本である西宮本では『方三尺御殿』）も創建された。
昌泰元年（898年）に初めて当社の裏山の御破裂山が鳴動する。御破裂山は国や藤原氏に大きな災いが起こる際にその前兆として鳴動すると言い伝えられるようになり、過去には37回御破裂があり、そのたびに寺から朝廷に報告され、朝廷からは告文使（こくもんし）が派遣され平穏を祈ったという。
『多武峰略記』によると延喜14年（914年）には本殿が改造された（『多武峰略記』の異本である西宮本では延喜17年）。
延長4年（926年）、国内最古となる惣社を創建し、「談山権現」の勅号が下賜される。これにより、妙楽寺、聖霊院、惣社が神仏習合して一体化していった。
その後、比叡山延暦寺で出家受戒した実性が多武峰の座主に就き、天暦10年（956年）に比叡山延暦寺の末寺となった。
天禄元年（970年）には摂政藤原伊尹が三昧堂（現・権殿）を建立している。
平安時代には藤原高光が出家後に入山、増賀上人を招聘するなど、藤原氏の繁栄と共に発展を遂げたが、当社・妙楽寺は天台宗の寺院であり、藤原氏の氏寺である法相宗の興福寺、および藤原氏の氏神である春日大社との仲は良くなかった。
特に延暦寺の末寺となって以降は興福寺との関係が悪化し、繰り返し興福寺の焼き討ちにあった。『多武峰略記』によると、まず永保元年（1081年）3月と天仁元年（1108年）9月に興福寺の焼き討ちにあっている。天仁元年（1108年）9月には浄土院、食堂、経蔵、惣社、大温室、多宝塔、灌頂堂、五大堂、浄土堂に加え、近くの鹿路の村々が悉く興福寺の僧兵に焼かれた。
その後、久安5年（1149年）に本殿造替のため仮殿に遷宮し、仁平元年（1151年）に正遷宮が行われた。
しかし、承安3年（1173年）6月に再び興福寺衆徒の焼き討ちにあっている。
平安時代末期には妙楽寺は青蓮院の末寺となり、また、妙楽寺の南方に冬野城が築かれた。

### 中世
承元2年（1208年）2月には金峰山寺の衆徒による焼き討ちを受けた。
さらに安貞元年（1227年）8月、そして安貞2年（1228年）4月にも興福寺の焼き討ちを受けている。また、大和国の国衆も十市氏、越智氏は妙楽寺側に付き、楢原氏、布施氏、北隅氏らは興福寺側に付いて合戦を繰り返していた。
鎌倉時代には曹洞宗本山永平寺第2世孤雲懐奘大和尚が妙楽寺に参学している。
観応2年（1351年）11月には失火により全焼している。
永享元年（1429年）には筒井・越智両党の争いがおこり、越智維通らが吉野山や多武峯に逃れた（大和永享の乱）。さらに足利義教と将軍職を争って敗れた弟の大覚寺義昭が越智と結び、吉野山や多武峯の衆徒を集めて立てこもり幕府軍と対峙した。永享10年（1438年）8月、幕府の細川・斯波・山名などの主力軍が多武峯に攻め寄せ全山焼失した。しかし、大織冠尊像（藤原鎌足像）は事前に橘寺に避難させていたので焼失は免れ、嘉吉元年（1441年）9月に還御している。
応仁3年（1469年）2月、寺内での紛争により焼失する。
永正3年（1506年）7月、管領細川政元は赤沢朝経に大和国を攻撃させ、同年9月には多武峯まで攻め寄せ本殿を焼失した（大和国一揆）。
『談山神社文書』によると永正3年に兵火により本殿を焼失した後、永正17年（1520年）に本殿は再建され正遷宮が行われた。また永禄2年（1559年）には本殿造替が行われている。
天正13年（1585年）、豊臣秀長が大和郡山に入るのに先立ち、多武峯の僧徒に対して武器の提出が命じられた（刀狩）。これにより衆徒は離散し、老衆や行人と呼ばれる僧侶の一部のみが残ることとなった。
また、多武峯に対しては6千石の寺領を与えるかわりに郡山城下に寺を移す政策がとられ、天正15年（1587年）に郡山城下に社殿が完成した。
妙楽寺は郡山に寺基を移し、新多武峰、新峰、新寺と呼ばれるようになった。しかし、一方で大織冠尊像はそのまま多武峰に残り、こちらは本峰、本寺、古寺と呼ばれるようになって妙楽寺は分裂してしまった。だが、豊臣秀長の体調が悪くなっていったために、その回復祈願のこともあって天正16年（1588年）4月、大織冠尊像も郡山に遷座させられた。
しかし、郡山遷宮後、秀長の体調悪化や郡山城中での鳴動など奇怪な出来事が起こるようになり、大織冠のたたりであるとして天正18年（1590年）12月28日に大織冠の霊像はもとの多武峯に帰座した。

### 近世
その後も旧寺と新寺の争いが続いていたが、慶長8年（1603年）に徳川家康の力添えを得て3,000石余の寺領のほか山林100石が認められた。この時代に寺を統率する僧侶は学頭とされる役職に就く形となっている。
江戸時代最初の本殿造営は元和5年（1619年）に行われ、元和の造替時の旧本殿は談山神社摂社東殿となった（1980年〈昭和55年〉解体修理時の発見墨書や改造痕跡による）。
以後、本殿造替のたびに旧本殿は移建されており、寛文8年（1668年）の本殿造替では旧本殿は末社惣社本殿（『談山神社文書』298号）、享保19年（1734年）の本殿造替では旧本殿は百済寺本堂（背面等が入母屋造に改造されている）、寛政8年（1796年）の本殿造替では旧本殿は東大寺東南院持仏堂となっている。このほか嘉永3年（1850年）にも本殿造替が行われている。
幕末には子院33坊、雑役等を担う承仕坊6坊があり、寺領も6,000石あった。
1869年（明治2年）2月に神仏分離令により僧達は還俗して神職となり、廃仏毀釈が行われて妙楽寺は廃された。神仏分離により妙楽寺境内にあった仏堂等は改称あるいは破却されたという。6月30日には談山神社と改称している。
談山神社の中心となる本殿、拝殿、東西透廊等は、神仏分離以前の妙楽寺の一部の建物にあたるが、その他の寺内の仏教建築や鎮守社とは区別され特別な名称で呼ばれていた。また妙楽寺の経堂は浄楽寺（奈良県橿原市）の本堂として移築され遺構となっている。
1874年（明治7年）12月22日に近代社格制度のもと別格官幣社に列せられた。
本尊であった阿弥陀三尊像は1883年（明治16年）に安倍文殊院に移されてなぜか釈迦三尊像とされてしまった。当社には今も残る唯一の仏像として如意輪観音像が所蔵されている（通常は非公開の秘仏）。
拝殿や十三重塔は戦前に何度か日本銀行券の図案に採用されたことがある（乙20円券など）。
1948年（昭和23年）に神社本庁の別表神社に加列されている。

## 境内

### 主要社殿

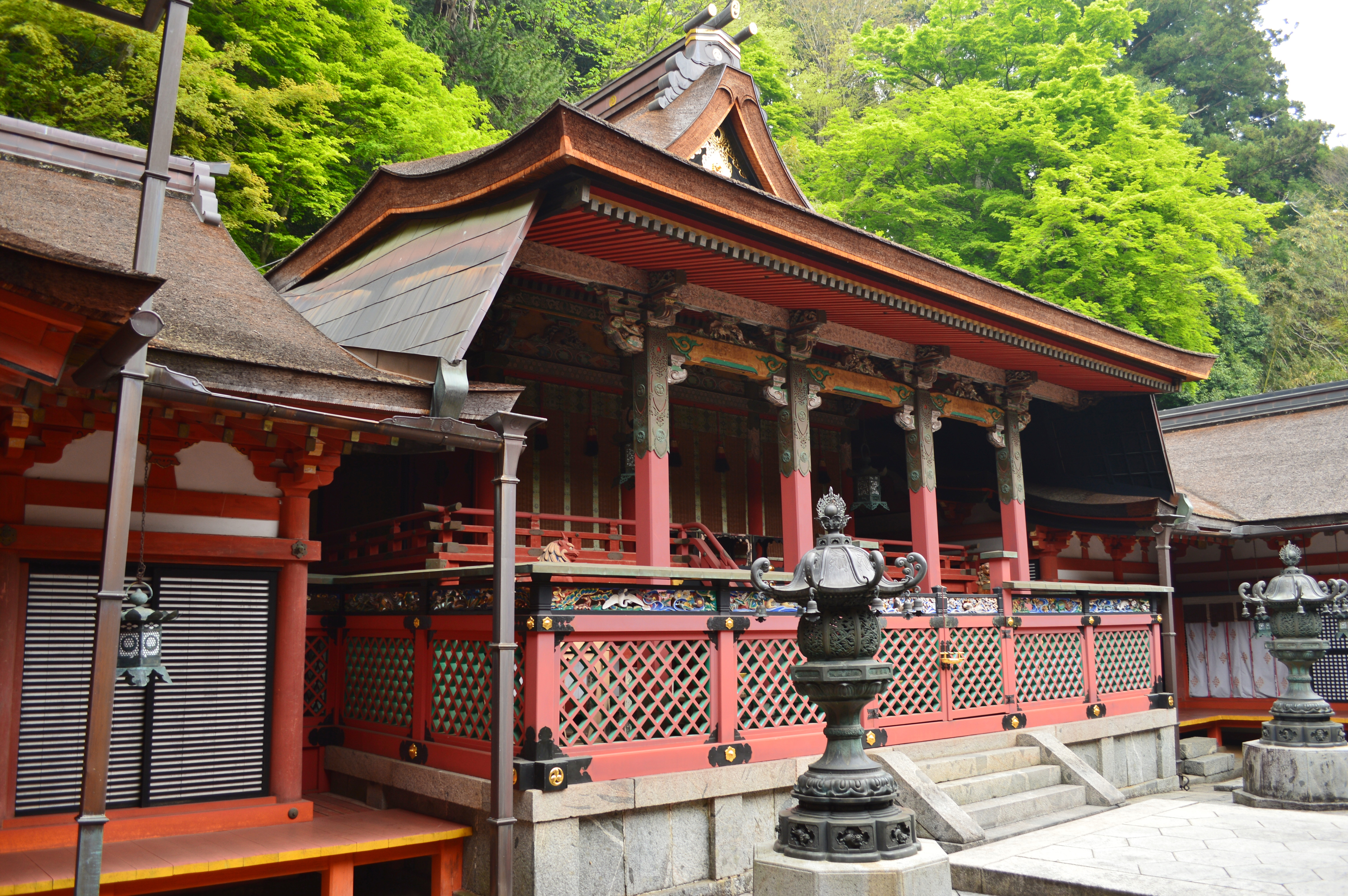
本殿（旧聖霊院、国の重要文化財）

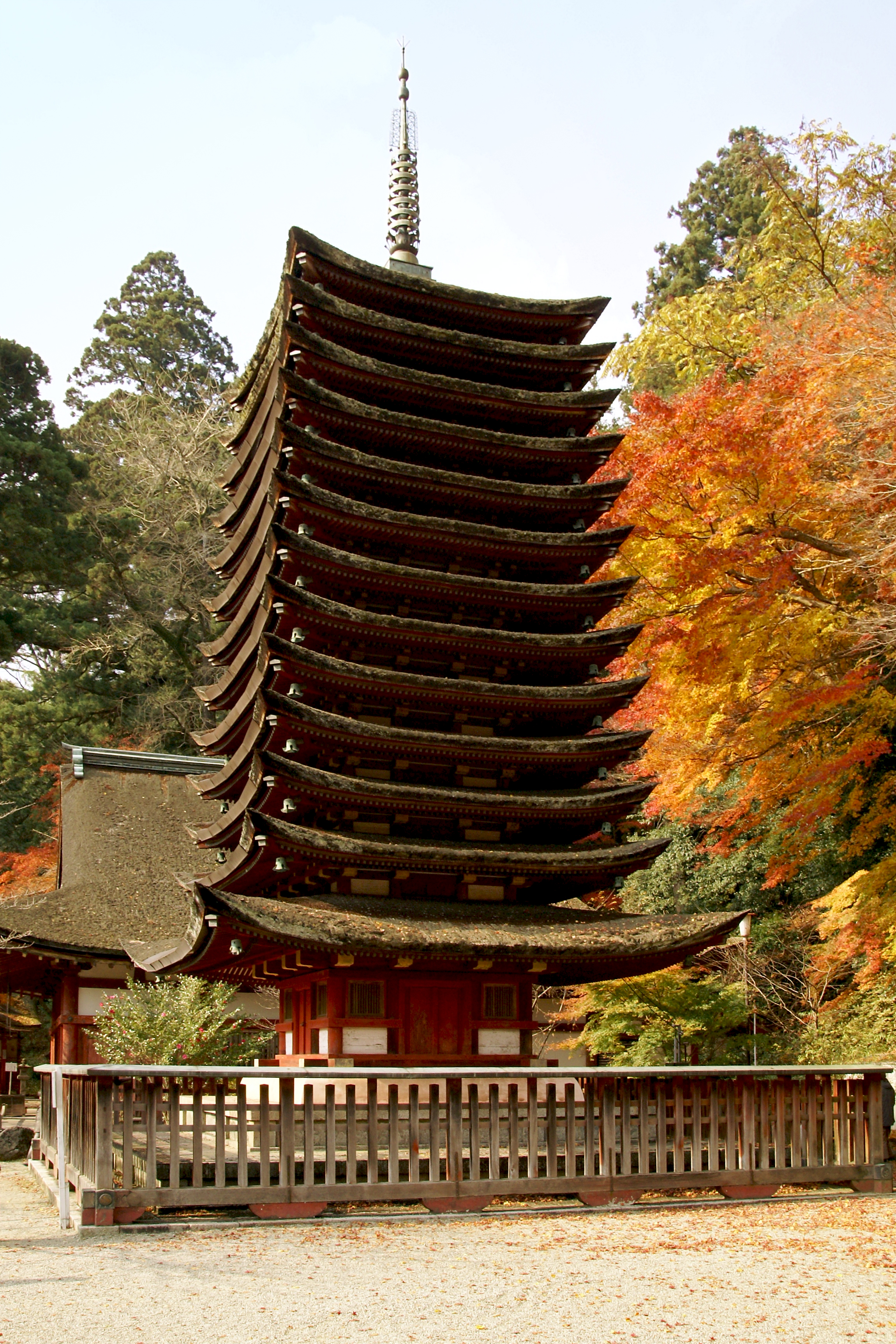
十三重塔（神廟）
（国の重要文化財）

- 本殿（旧聖霊院、重要文化財） - 嘉永3年（1850年）造替。大織冠社や多武峰社とも呼ばれた。三間社隅木入春日造は珍しい作りである。日光東照宮造営の手本とされたという。
- 拝殿（旧護国院（聖霊院の拝所）、重要文化財） - 永正17年（1520年）再建。
- 東透廊（重要文化財） - 永正17年（1520年）再建。
- 西透廊（重要文化財） - 永正17年（1520年）再建。
- 楼門（重要文化財） - 永正17年（1520年）再建。
- 東宝庫（重要文化財） - 元和5年（1619年）再建。
- 西宝庫（重要文化財） - 元和5年（1619年）再建。
- 十三重塔（神廟、重要文化財） - 享禄5年（1532年）再建。現存する世界唯一の木造十三重塔。
- 権殿（旧常行堂、重要文化財） - 永正年間（1504年 - 1521年）再建。
- 神廟拝所（旧講堂、重要文化財） - 寛文8年（1668年）再建。本尊であった阿弥陀三尊像は明治時代の神仏分離によって安倍文殊院に移され、現在は釈迦三尊像（奈良市指定有形文化財）となっている。

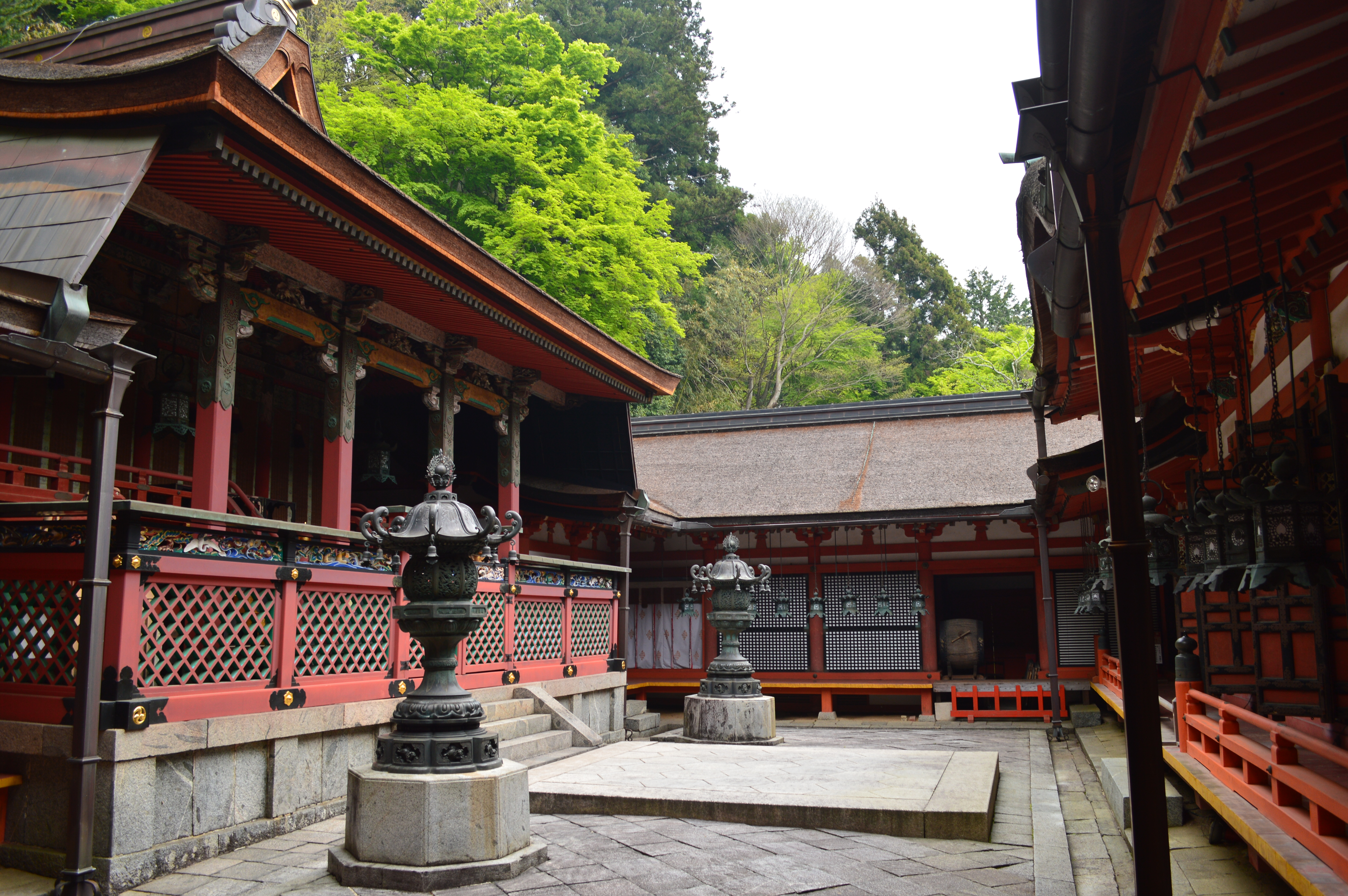
（左から）本殿・東透廊・拝殿
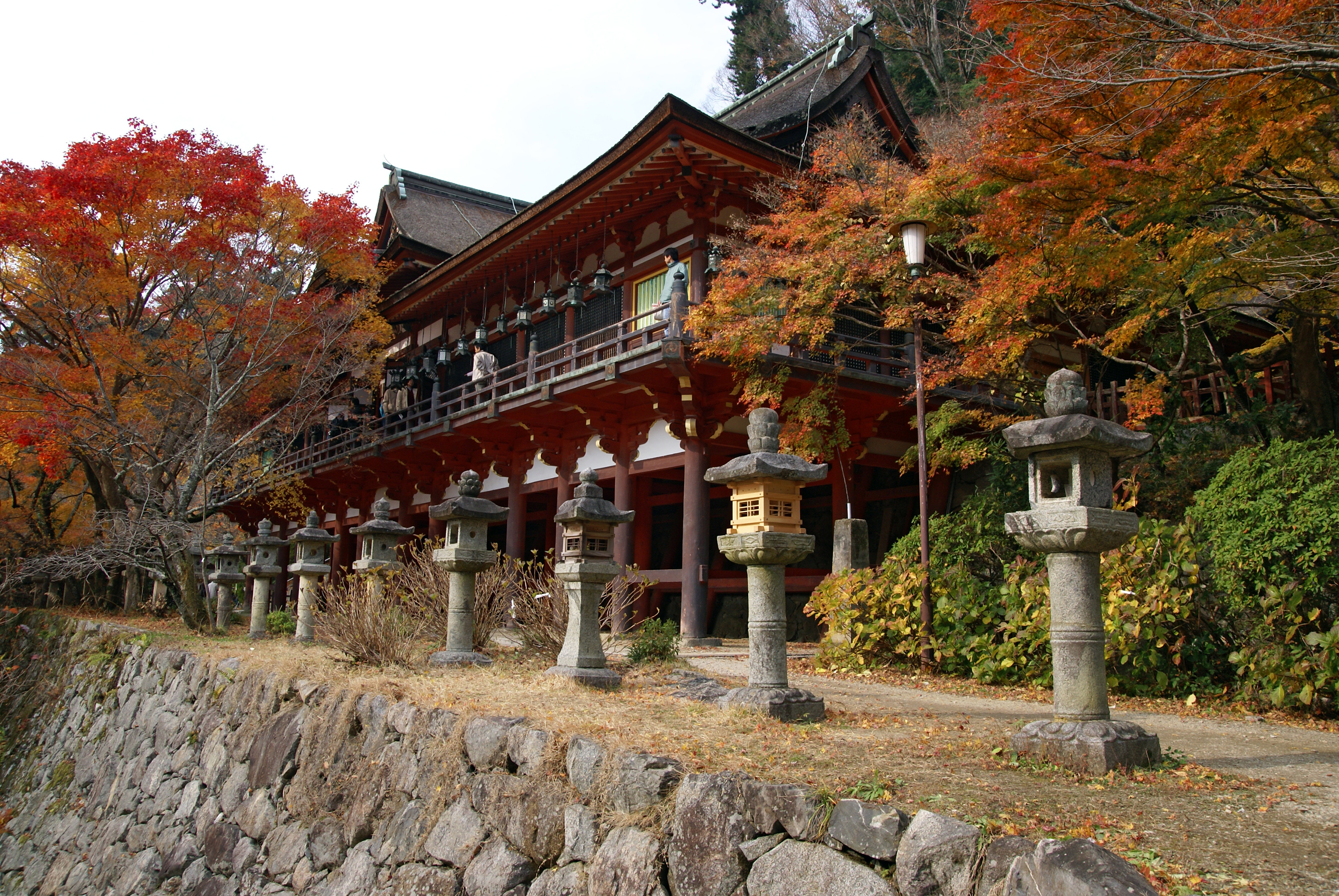
拝殿（旧護国院）
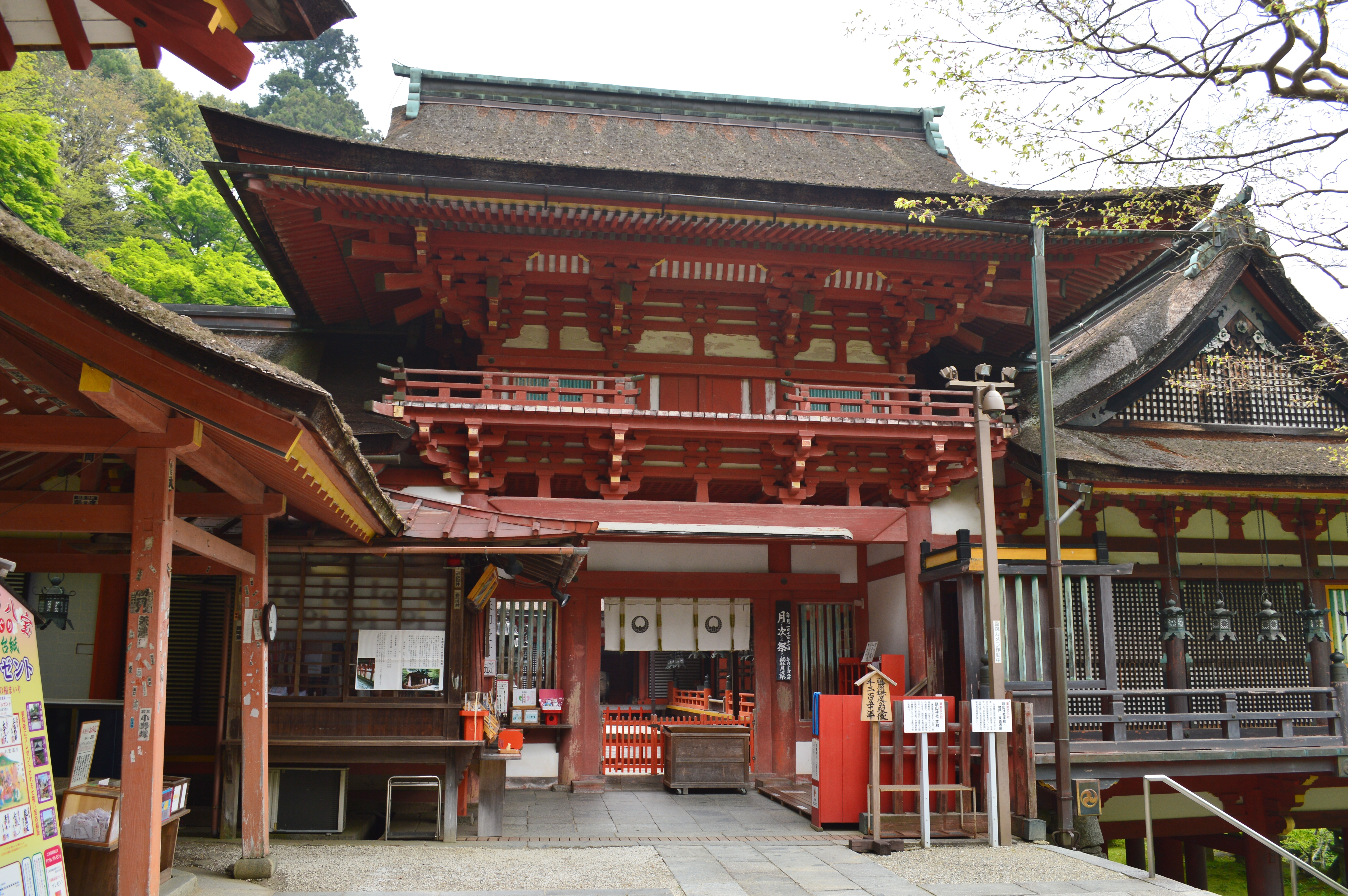
楼門
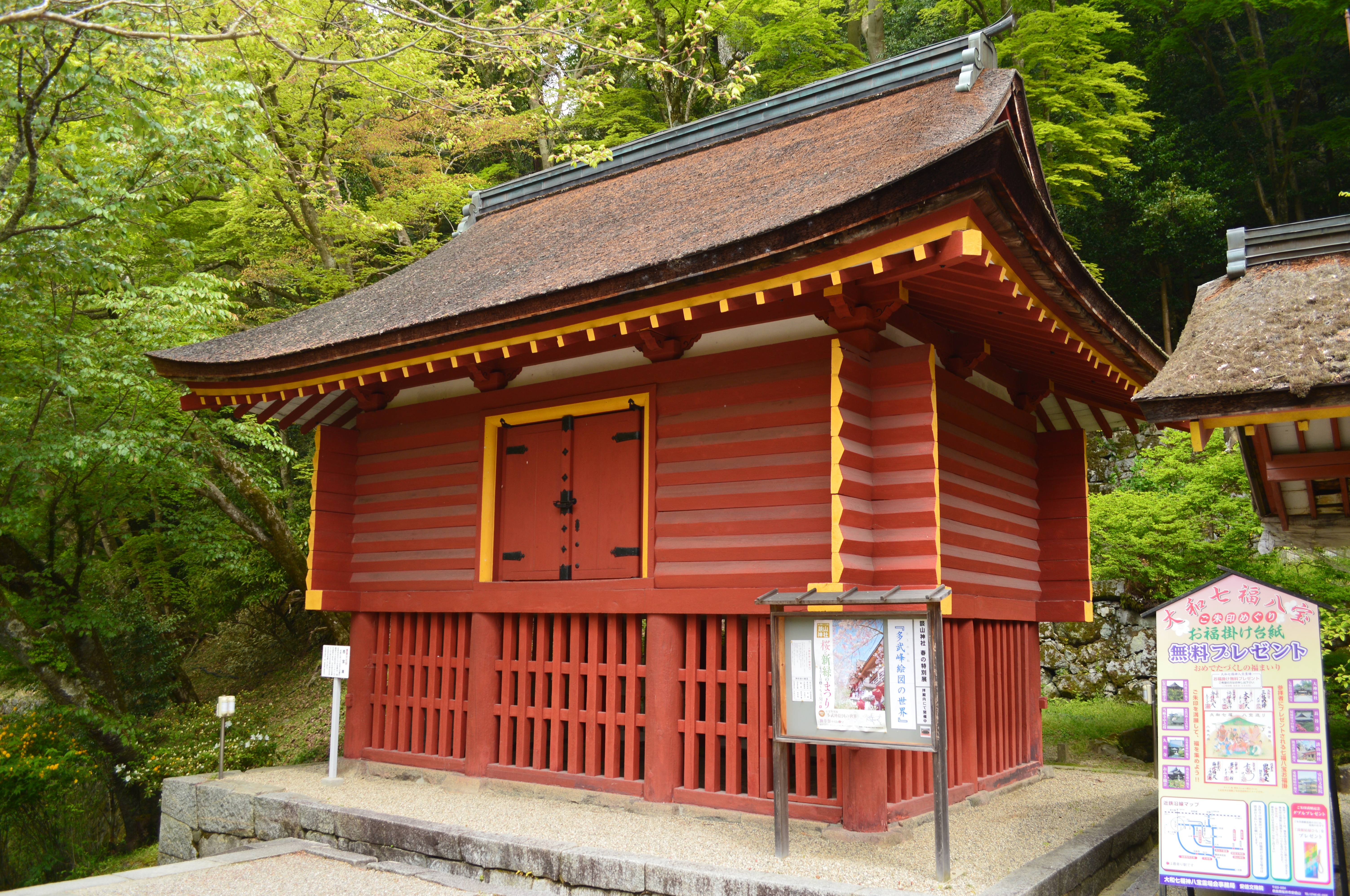
西宝庫
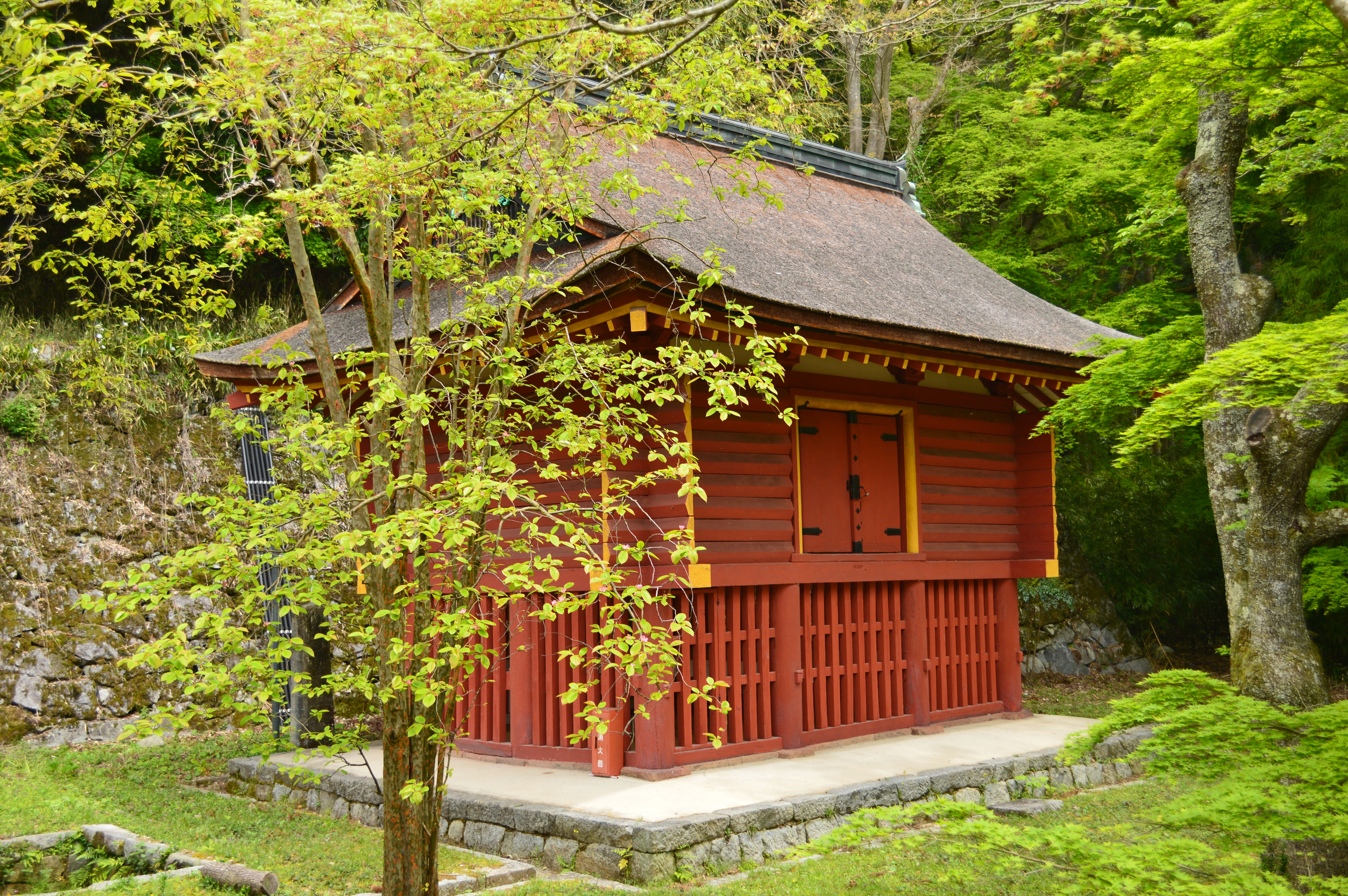
東宝庫
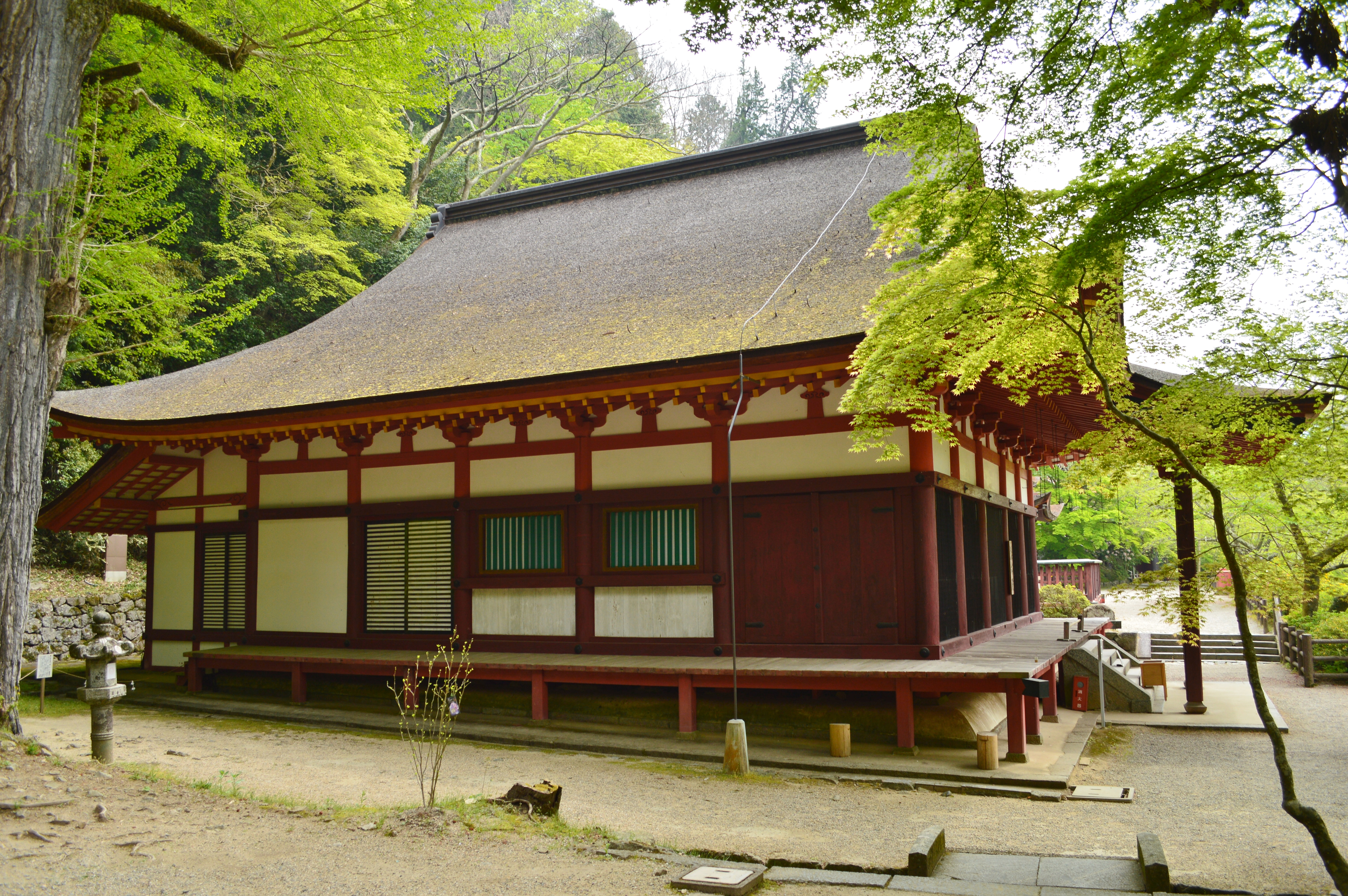
権殿（旧常行堂）
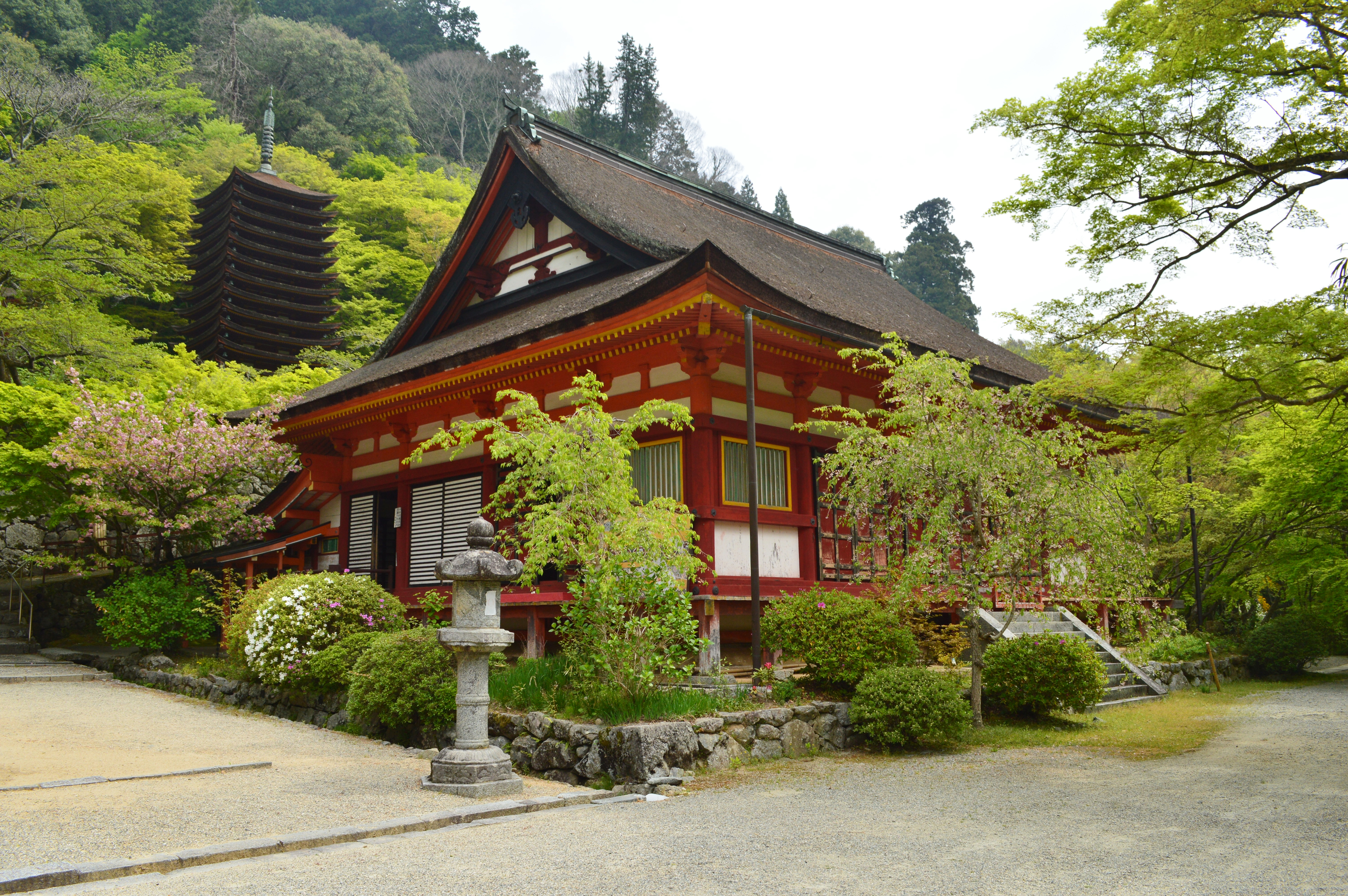
神廟拝所（旧講堂）

### その他
- 藤原鎌足の墓 - 当社の背後にある御破裂山の山頂にある。
- 磐座
- 如意輪観音堂
- けまりの庭 - 惣社拝殿の正面にある平地をいう。
- 閼伽井屋（重要文化財） - 元和5年（1619年）建立。
- 社務所
- 旧真法院 - 旧妙楽寺子院真法院が神仏分離後に社家・西宮家の住宅となったもの。
  - 客殿及び庫裏（住宅主屋、国登録有形文化財） - 嘉永3年（1850年）築。主屋の内拝所はもと仏間で、本尊厨子は小屋裏に据えており、密かに拝んだと伝わる。 子院建築の好例。
  - 塀重門（国登録有形文化財） - 嘉永3年（1850年）築。1985年（昭和60年）頃改修。土塀に開く腕木門で、檜皮葺きの軒付けを残す軽快な印象の門。
  - 表門（国登録有形文化財） - 嘉永2年（1849年）築。1985年（昭和60年）頃改修。棟門で木柄が太く、一軒疎垂木の深い軒は力感ある外観を持つ。
- 旧常住院表門（長屋門、桜井市指定有形文化財） - 旧妙楽寺の子院・常住院は現在第5駐車場となっており、長屋門のみが旧地に残されている。
- 峯の塔 - 永仁6年（1298年）造。十三重石塔。淡海公（藤原不比等）の墓とされている。
- 旧慈門院 - 旧妙楽寺子院慈門院が神仏分離後に社家・陶原家の住宅となったもの。
  - 客殿及び庫裏（住宅主屋、国登録有形文化財） - 襖絵も良く残り、1974年（昭和49年）に41面の襖絵、板絵が重要文化財に指定され、現在は奈良国立博物館に寄託されている。近世の妙楽寺子院の様相を伝える。
  - 持仏堂（国登録有形文化財） - 畳敷き1室の内部、中央北寄りに厨子を据える丁寧な造作のお堂。
  - 小座敷及び土蔵（国登録有形文化財） - 東の入母屋造りの小座敷と西の切妻造り置き屋根の土蔵により構成する。
  - 庭園 - 池泉回遊式庭園。
  - 塀重門（国登録有形文化財） - 腕木門で、桟唐戸の扉を花格子で飾るなど庭からの景色を華やかに整える。
  - 表門（国登録有形文化財） - 敷地南側の石垣上に建つ長屋門で敷地正面を印象付けている。
- 摩尼輪塔（重要文化財）
- 東大門（奈良県指定有形文化財） - 享和3年（1803年）再建。元は妙楽寺子院護国院の山門。
- 大鳥居（奈良県指定有形文化財） - 一の鳥居。享保9年（1724年）造立。高さ約8.5メートル、長さ約11.5メートル。西側の端が1948年（昭和23年）頃の火災で欠けてしまっている。
- 鏡王女の墓 - 鏡女王忍坂墓とも呼ばれる。藤原鎌足の正妻。桜井市忍坂にある。

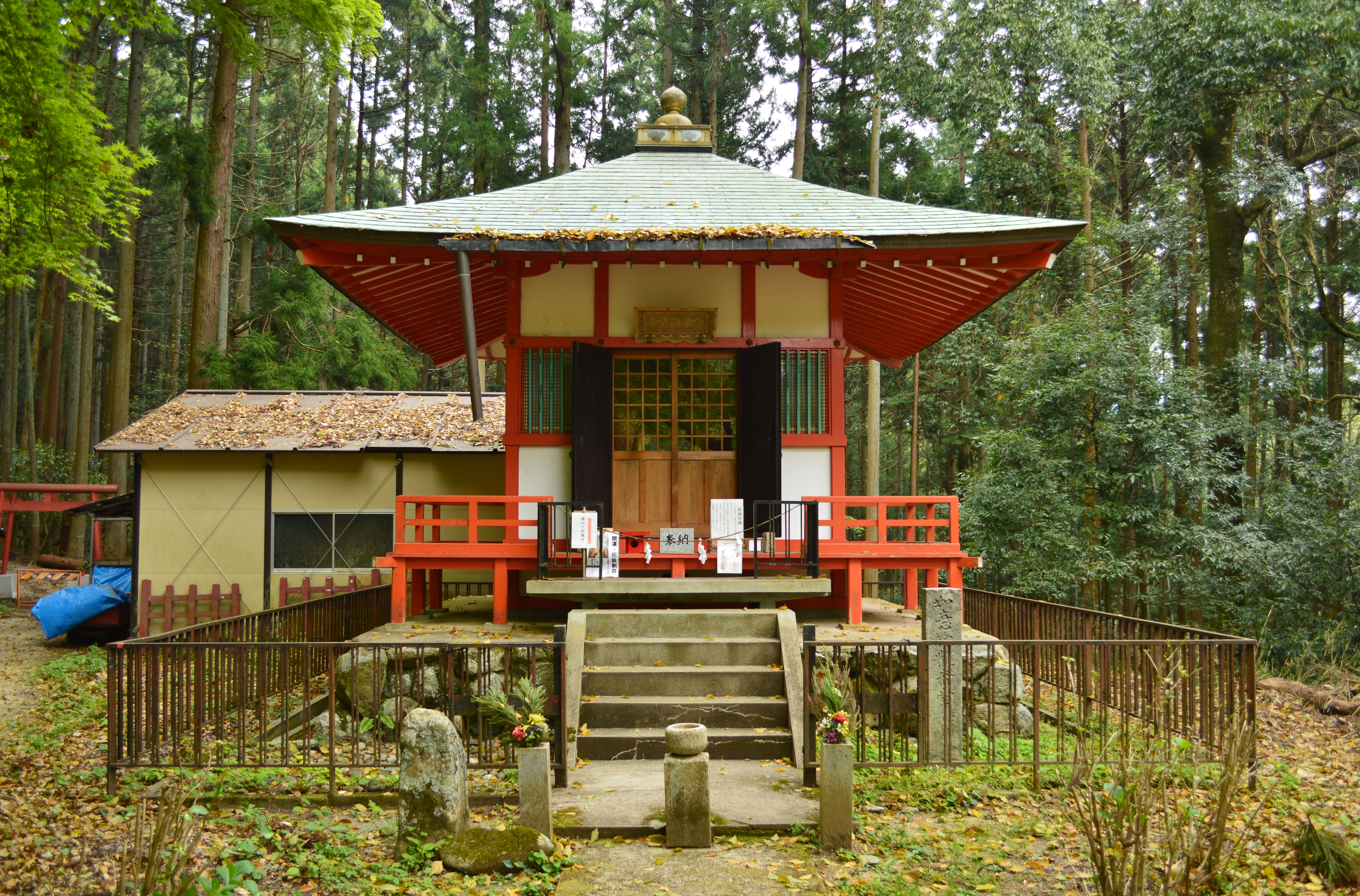
観音堂
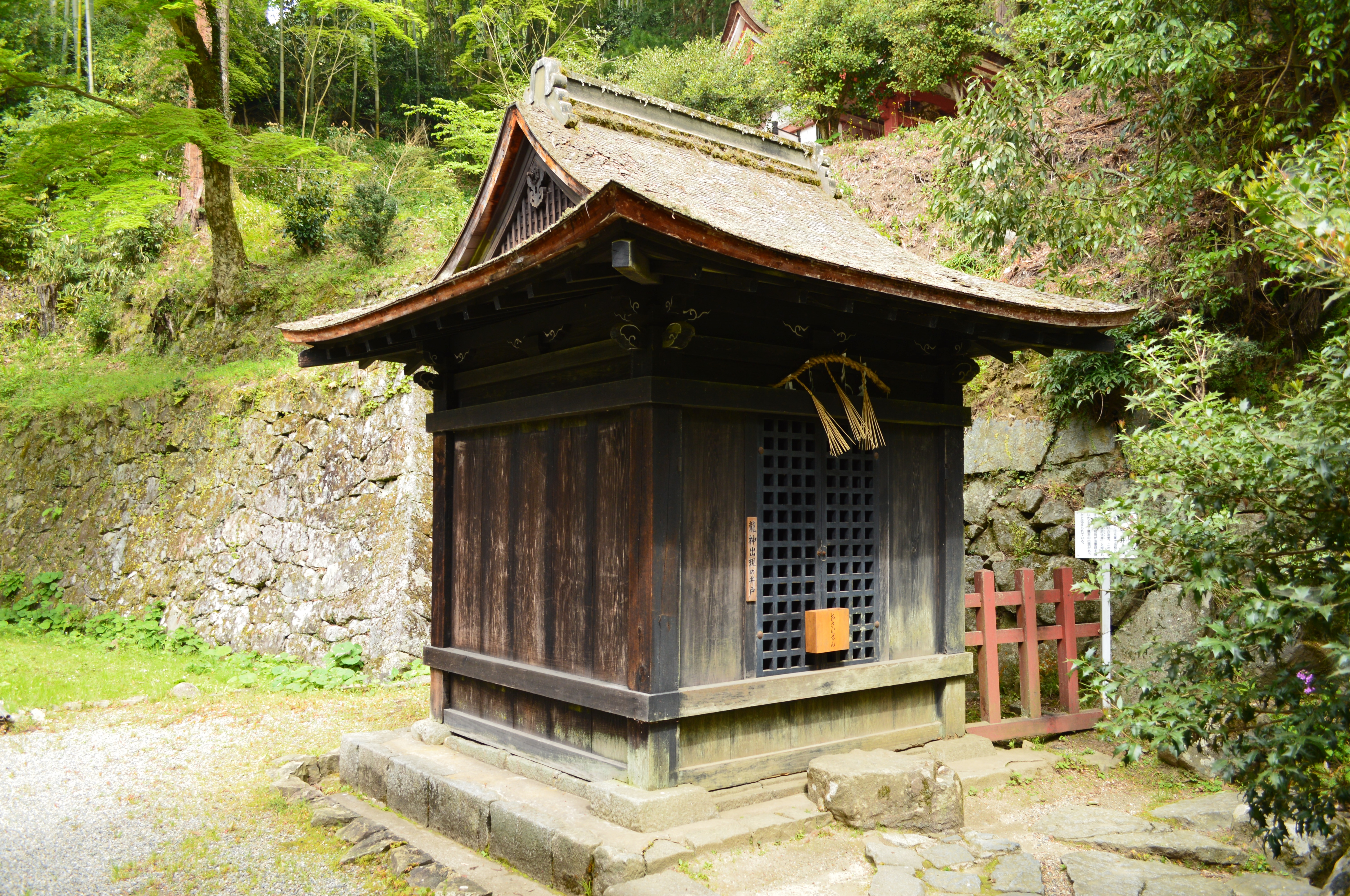
閼伽井屋
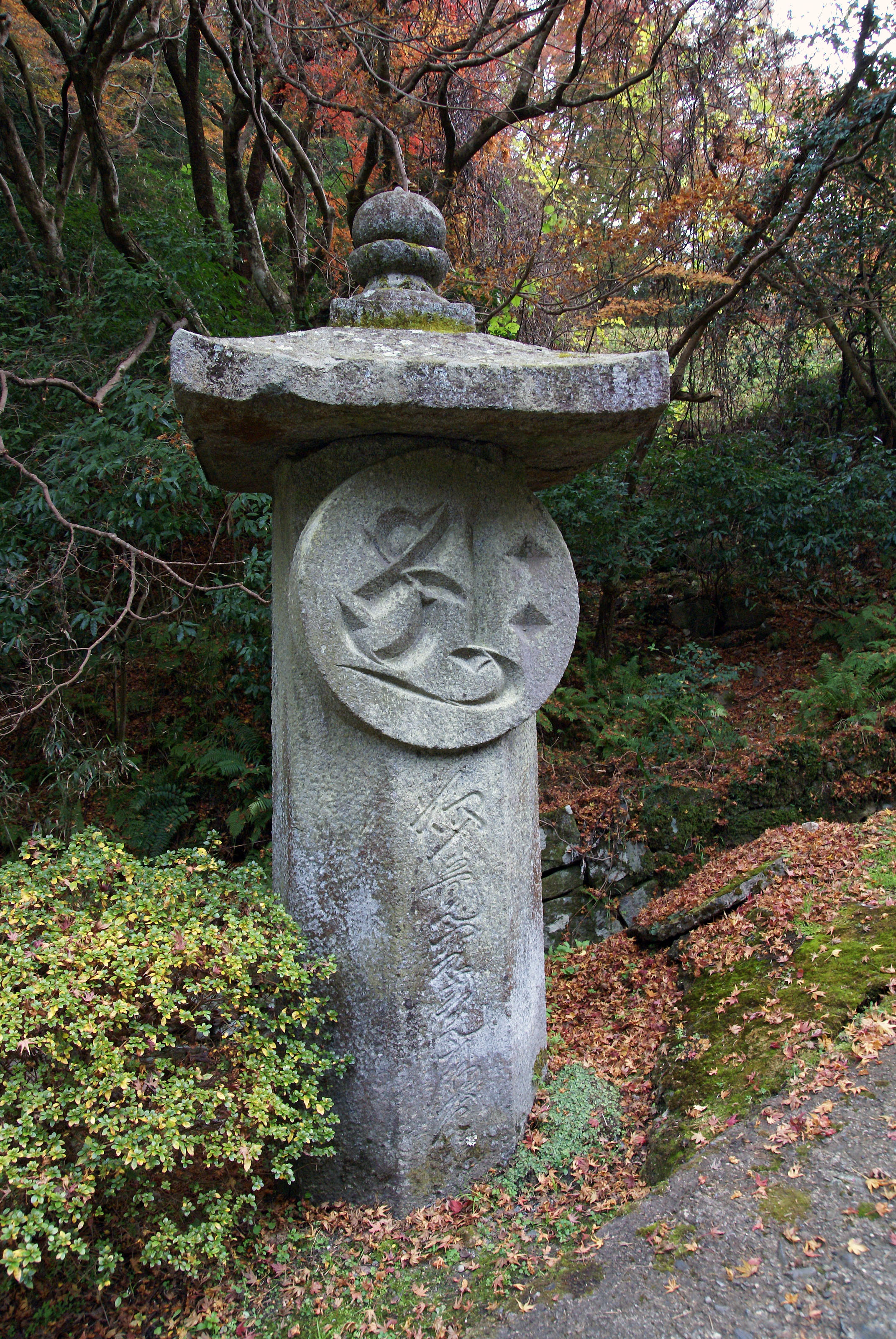
摩尼輪塔
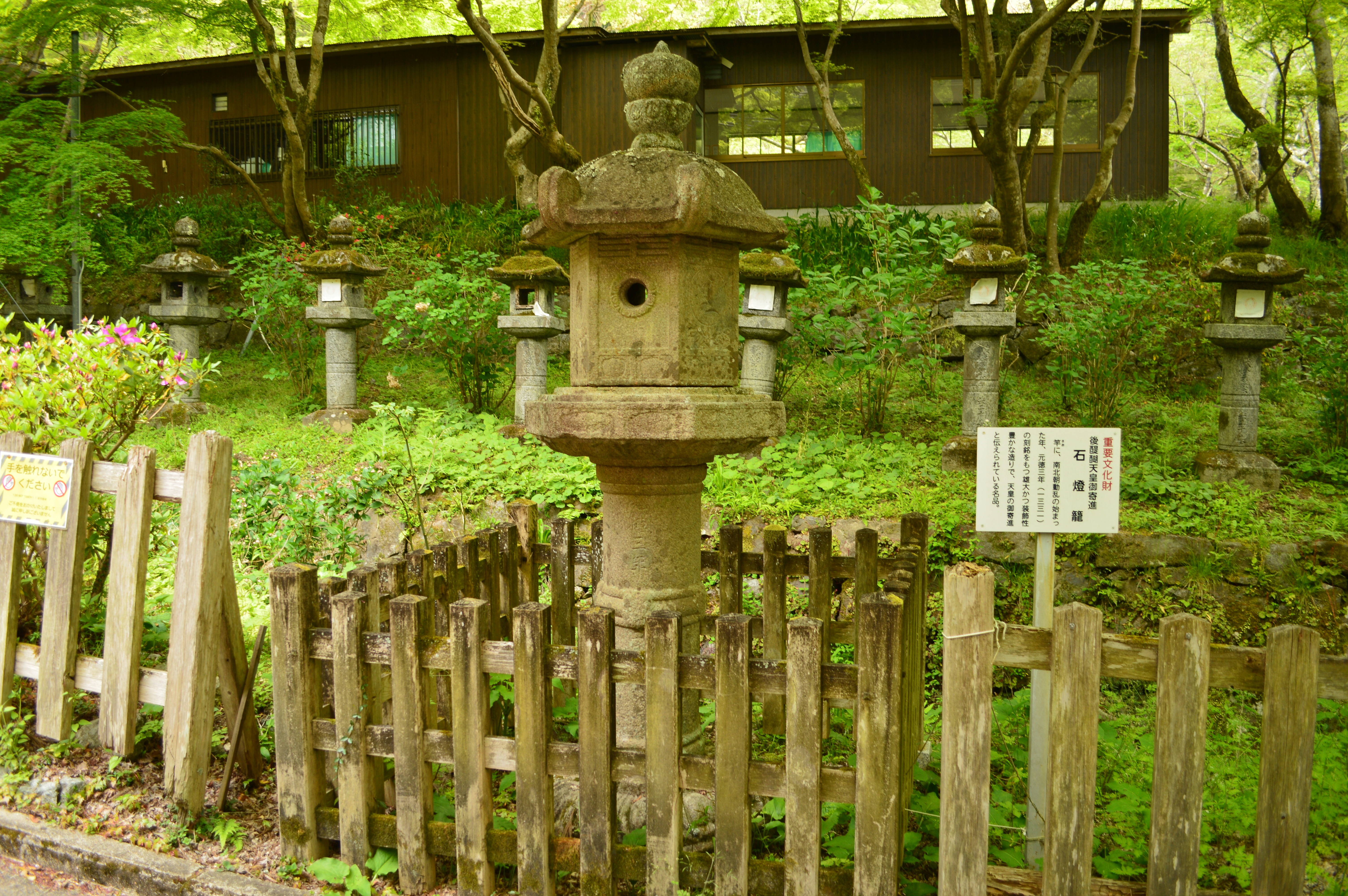
石燈籠
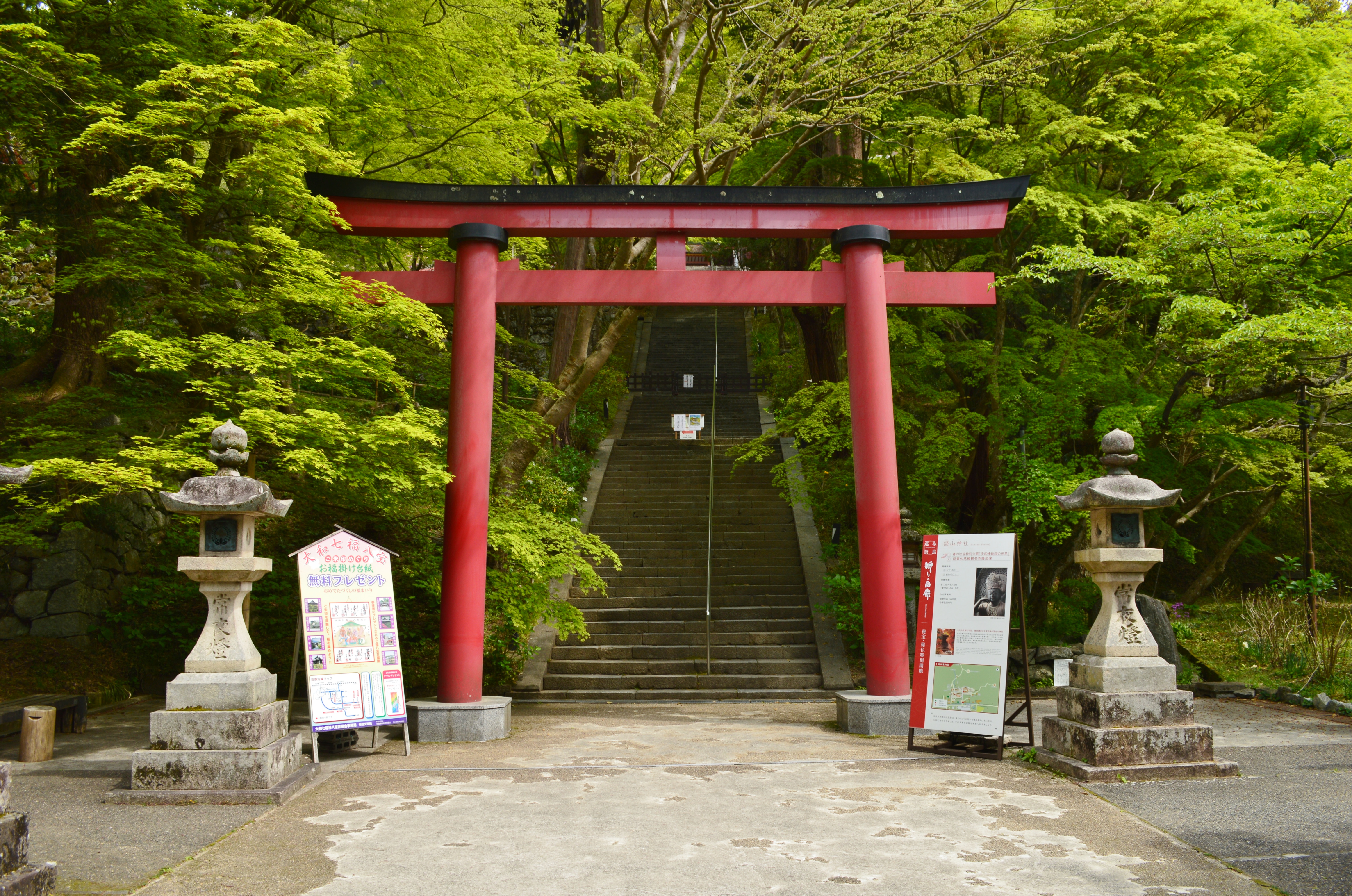
境内鳥居
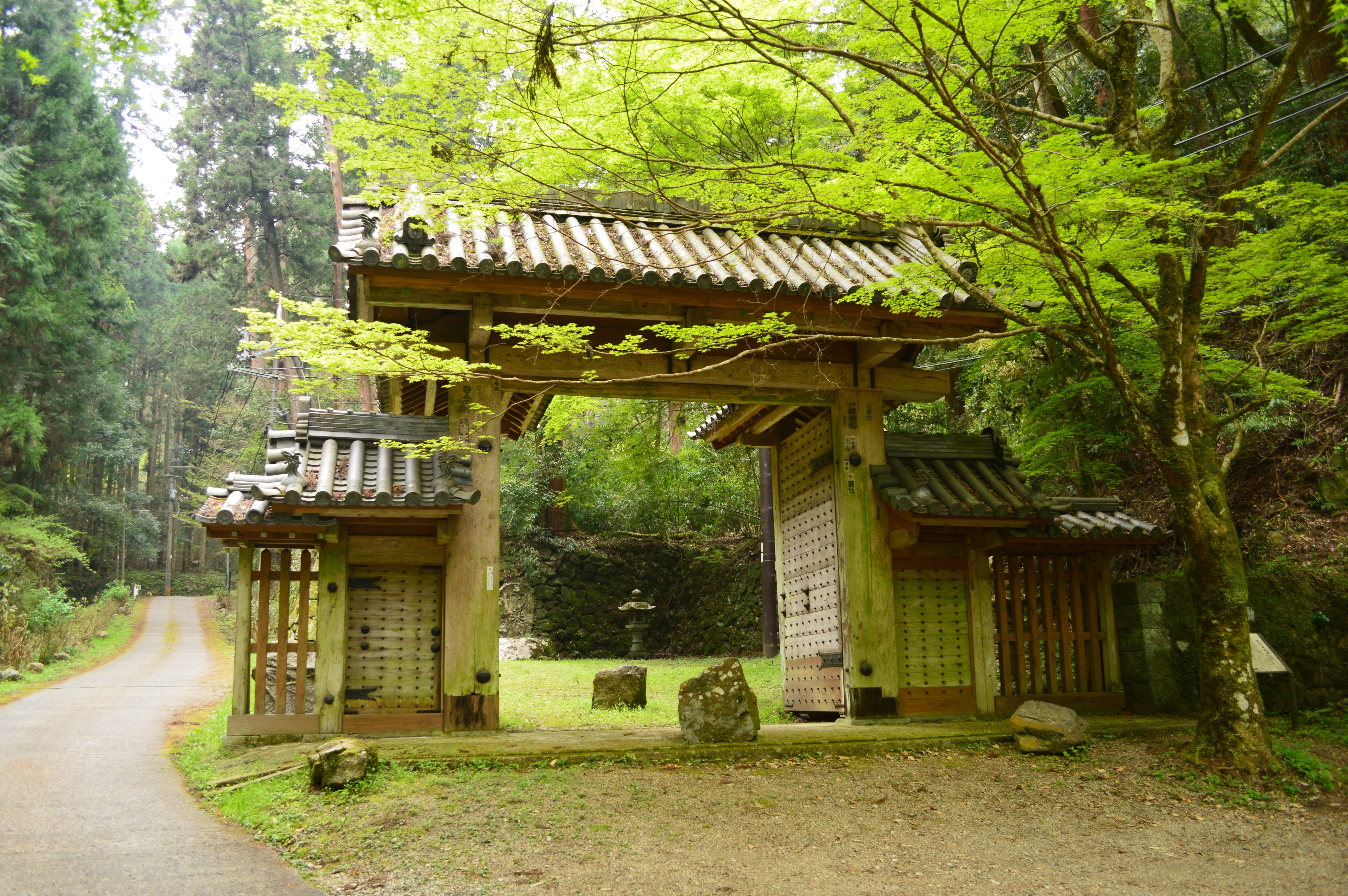
東大門
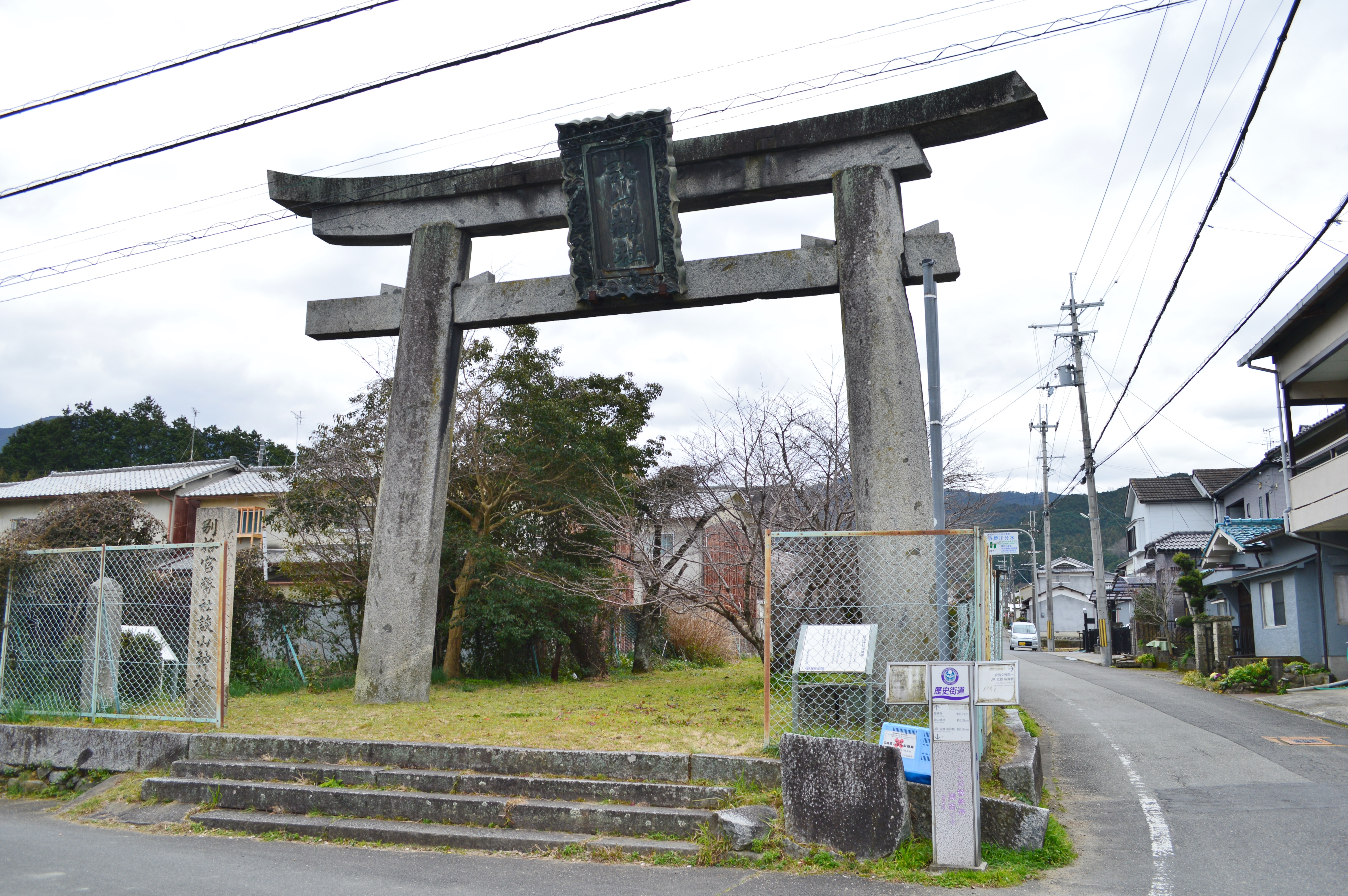
大鳥居

## 摂末社
摂社

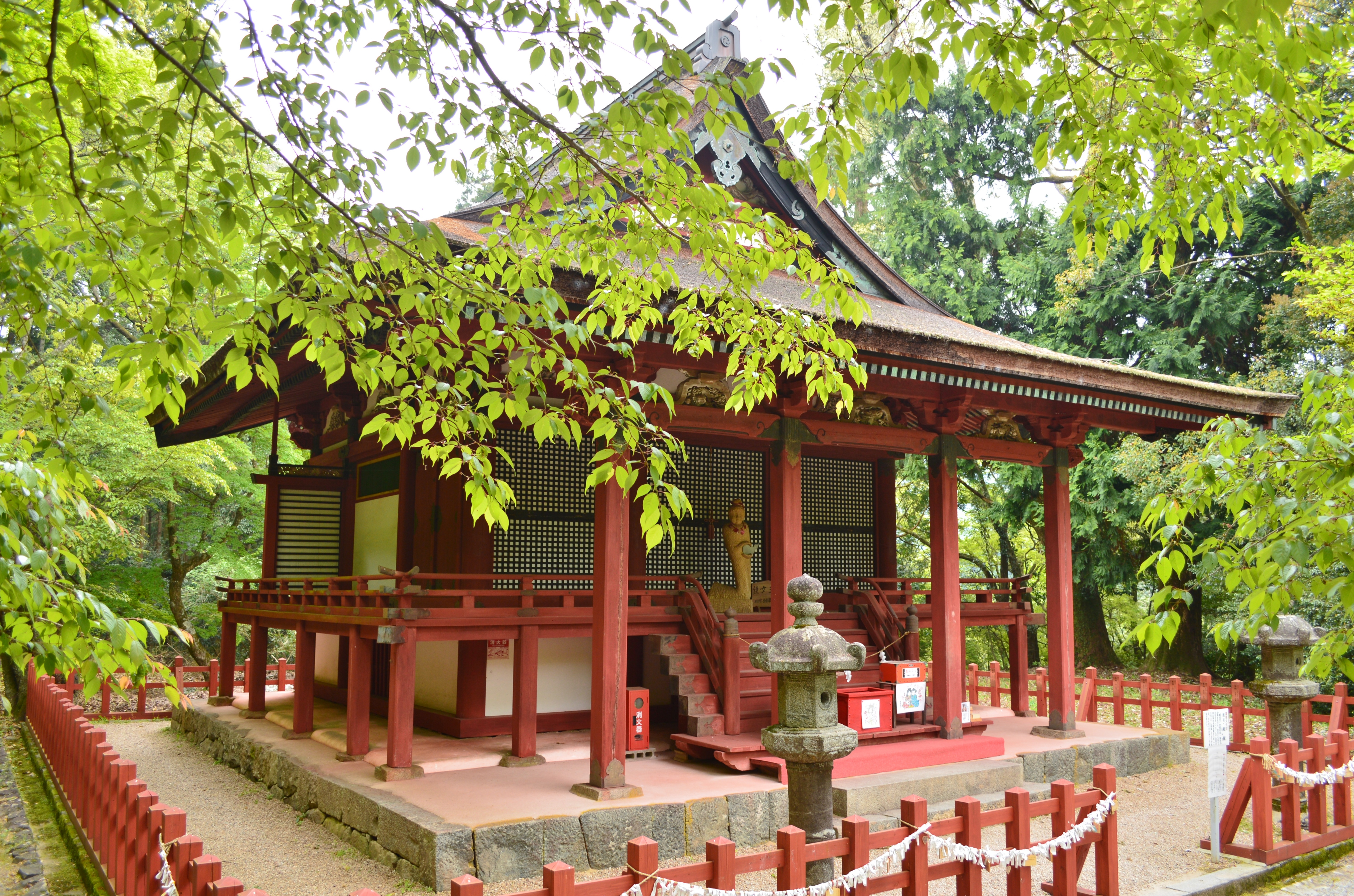
摂社東殿（恋神社、旧本願堂）
（元和5年（1619年）造替本殿）

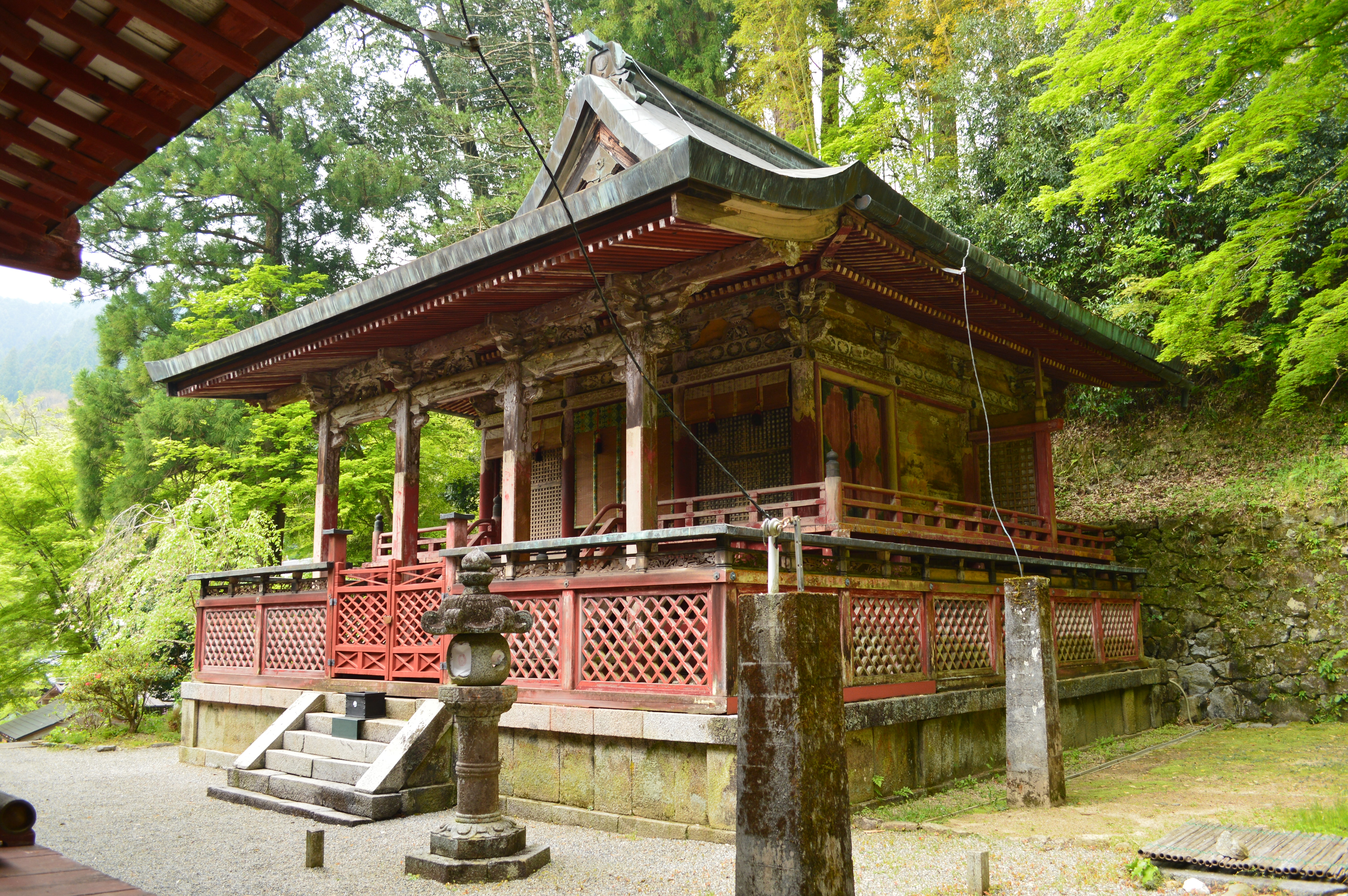
末社惣社本殿
（寛文8年（1668年）造替本殿）

- 東殿（恋神社、旧本願堂、重要文化財） - 祭神：鏡女王、定慧和尚、藤原不比等。元和5年（1619年）に造替された本殿を寛文8年（1668年）に現在地に移築したもの。

末社
- 惣杜 - 延長4年（926年）建立。国内最古の総社といわれる。
  - 本殿（重要文化財） - 祭神：天神地祇、八百万神。寛文8年（1668年）に造替された本殿を寛保2年（1742年）に現在地に移築したもの。
  - 拝殿（重要文化財） - 寛文8年（1668年）建立。内部・外部小壁には狩野永納筆の壁画が残る。護国院（現・拝殿）の規模を縮小し、簡略化したもの。
- 神明神社 - 祭神：天照皇大御神
- 杉山神社
- 山神神社
- 比叡神社（重要文化財） - 祭神：大山咋神。元は明日香村の大原にあった大原宮で寛永4年（1627年）建立。その後、現在地に移築して明治時代まで山王宮と呼ばれた。
- 稲荷神社 - 祭神：宇迦之御魂神
- 龍神社（龗神社）
- 春日神社
- 三天稲荷神社 - 第一殿祭神：宇賀魂命、第二殿祭神：菅原道真、第三殿祭神：市杵島姫命。かつては三天社として十三重塔の背後に鎮座していたが、明治時代初期に現在地に移転される。
  - 拝殿
- 祓戸社

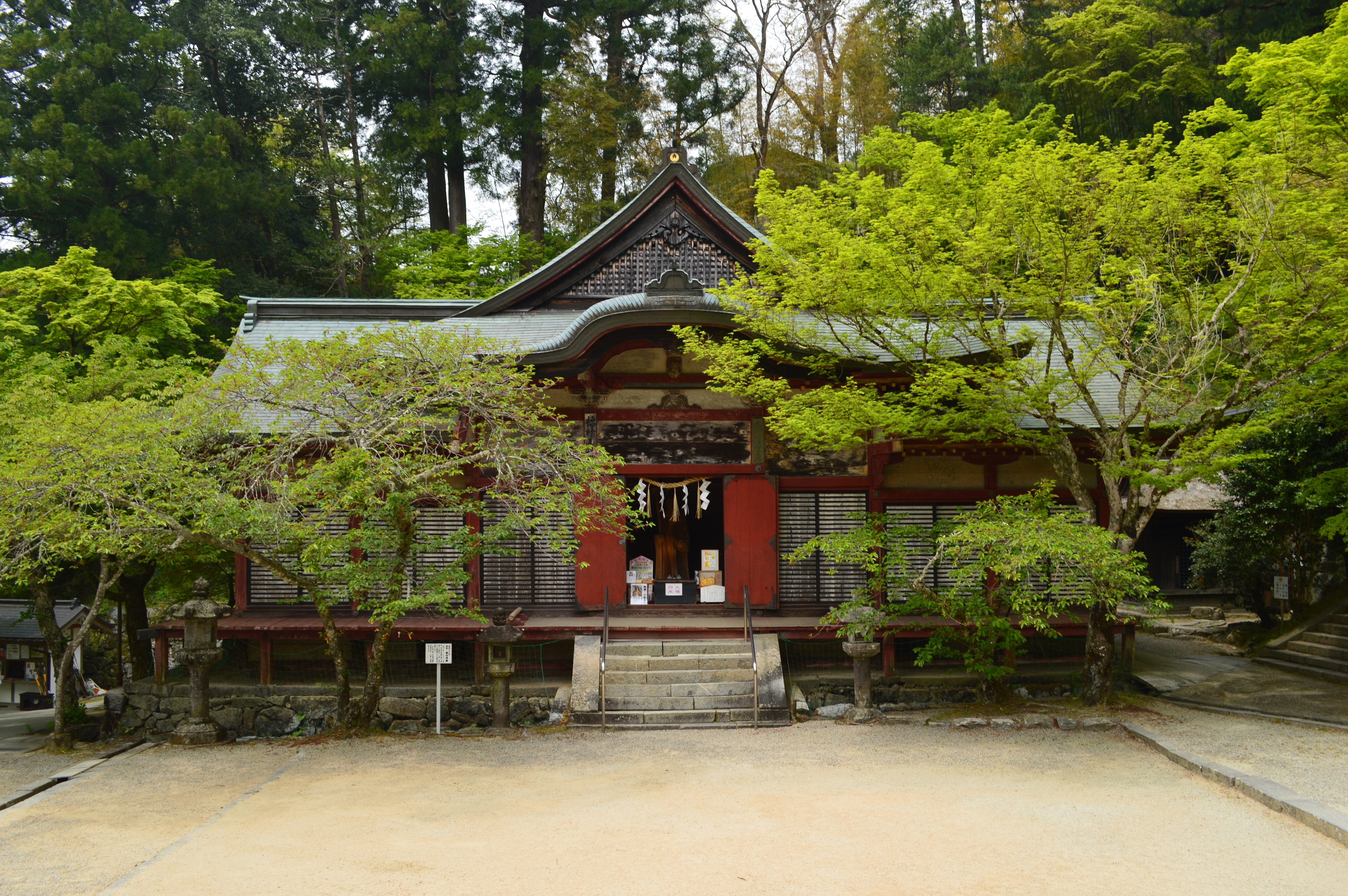
惣社拝殿
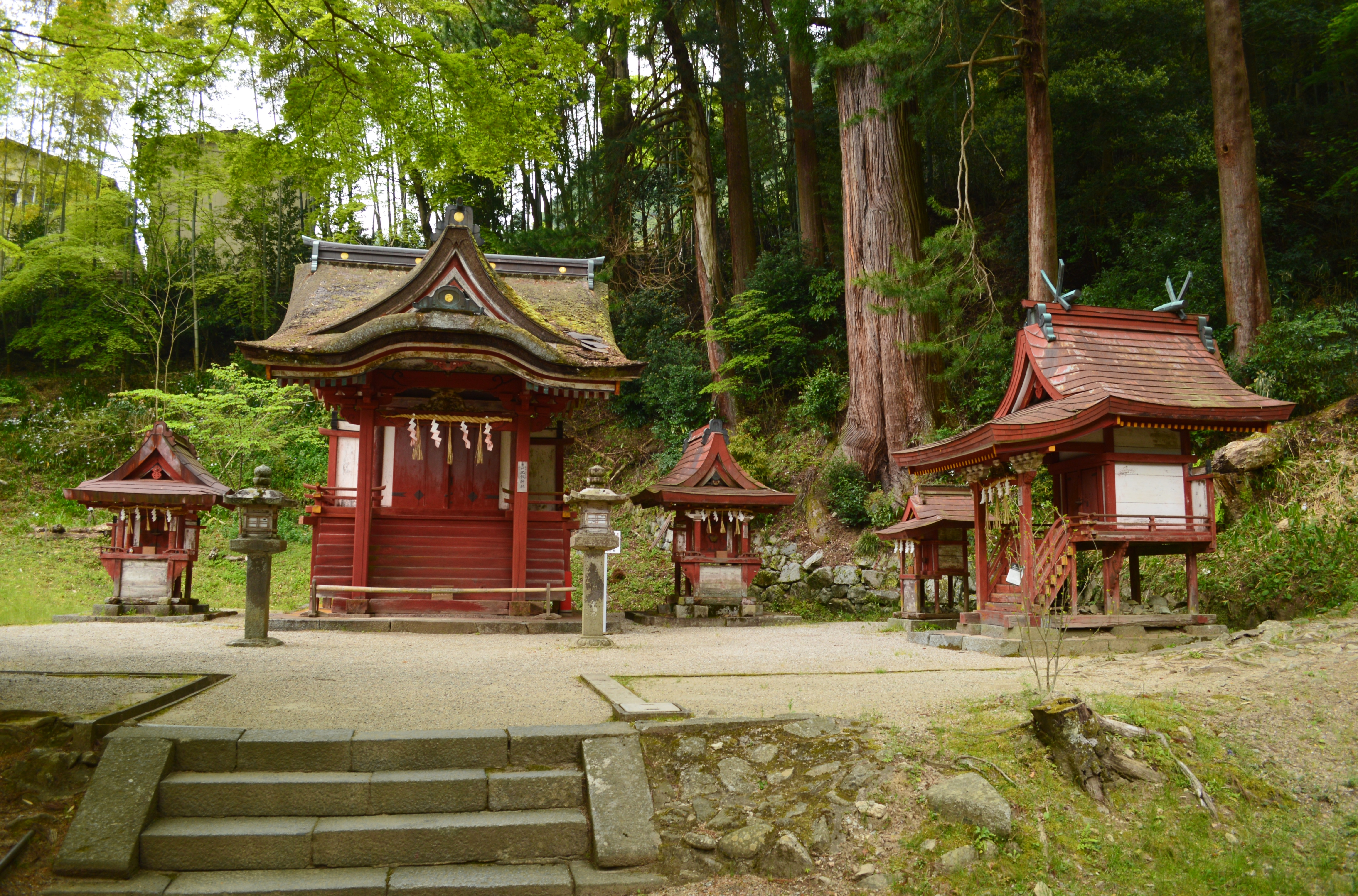
境内社（左から2番目に比叡神社）
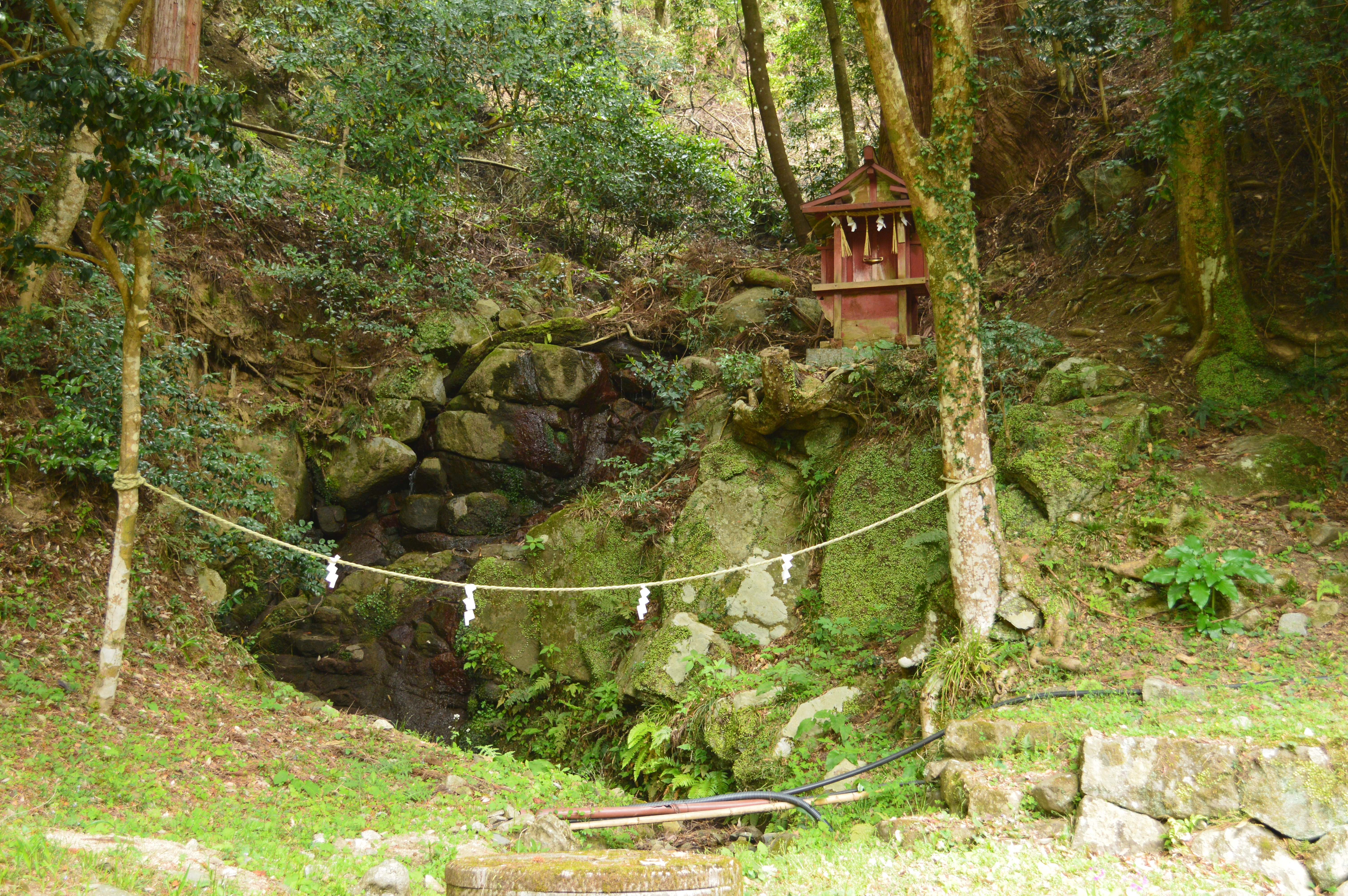
龍神社

## 文化財

### 国宝
- 粟原寺三重塔伏鉢（おおばらでらさんじゅうのとうふくばち）（考古資料）
桜井市粟原（談山神社の北東方向）の山中に跡が残る粟原寺の遺物である。「伏鉢」とは、三重塔、五重塔などの最上部の「相輪」の部材の一つ。銅製で、和銅8年（715年）の年号を含む刻銘があり、中臣朝臣大嶋（なかとみのあそんおおしま）が草壁皇子のために発願したという粟原寺の由緒が書かれている。奈良国立博物館寄託。

### 重要文化財
建造物
- 談山神社十三重塔（附：棟札 2枚）
- 談山神社権殿（附：棟札 1枚）
- 談山神社摩尼輪塔
- 談山神社 13棟
  - 本殿（附：瑞垣 1棟、彩色雛形 7枚、漆塗手板 8枚、棟札 4枚）
  - 拝殿
  - 東透廊
  - 西透廊
  - 楼門
  - 東宝庫
  - 西宝庫
  - 摂社東殿
  - 神廟拝所
  - 閼伽井屋
  - 末社惣杜本殿（附：瑞垣 1棟）
  - 末社惣社拝殿
  - 末社比叡神社本殿（附：棟札 4枚）

美術工芸品
- 絹本著色大威徳明王像（絵画）
- 紺紙金銀泥法華経宝塔曼荼羅図（開結共） 10幅（絵画） - 奈良国立博物館寄託。
- 脇指 銘備州長船義景 応安七年二月日（工芸品） - 奈良国立博物館寄託。
- 短刀 銘来国俊（工芸品） - 奈良国立博物館寄託。
- 短刀 銘成縄（工芸品） - 奈良国立博物館寄託。
- 短刀 銘備中国住平忠（以下切）（工芸品） - 奈良国立博物館寄託。
- 太刀 銘吉平（工芸品） - 奈良国立博物館寄託。
- 薙刀 銘一（工芸品） - 奈良国立博物館寄託。
- 金沃懸地平文太刀（きんいかけじひょうもんたち）（石突欠）（工芸品）
- 石燈籠 元徳三年銘（工芸品）
- 談山神社本殿造営図並所用具図（永禄二年七月） 8鋪4枚（附：朱塗机）（歴史資料）

典拠：2000年（平成12年）までに指定の国宝・重要文化財の名称は、『国宝・重要文化財大全 別巻』（所有者別総合目録・名称総索引・統計資料）（毎日新聞社、2000）による。

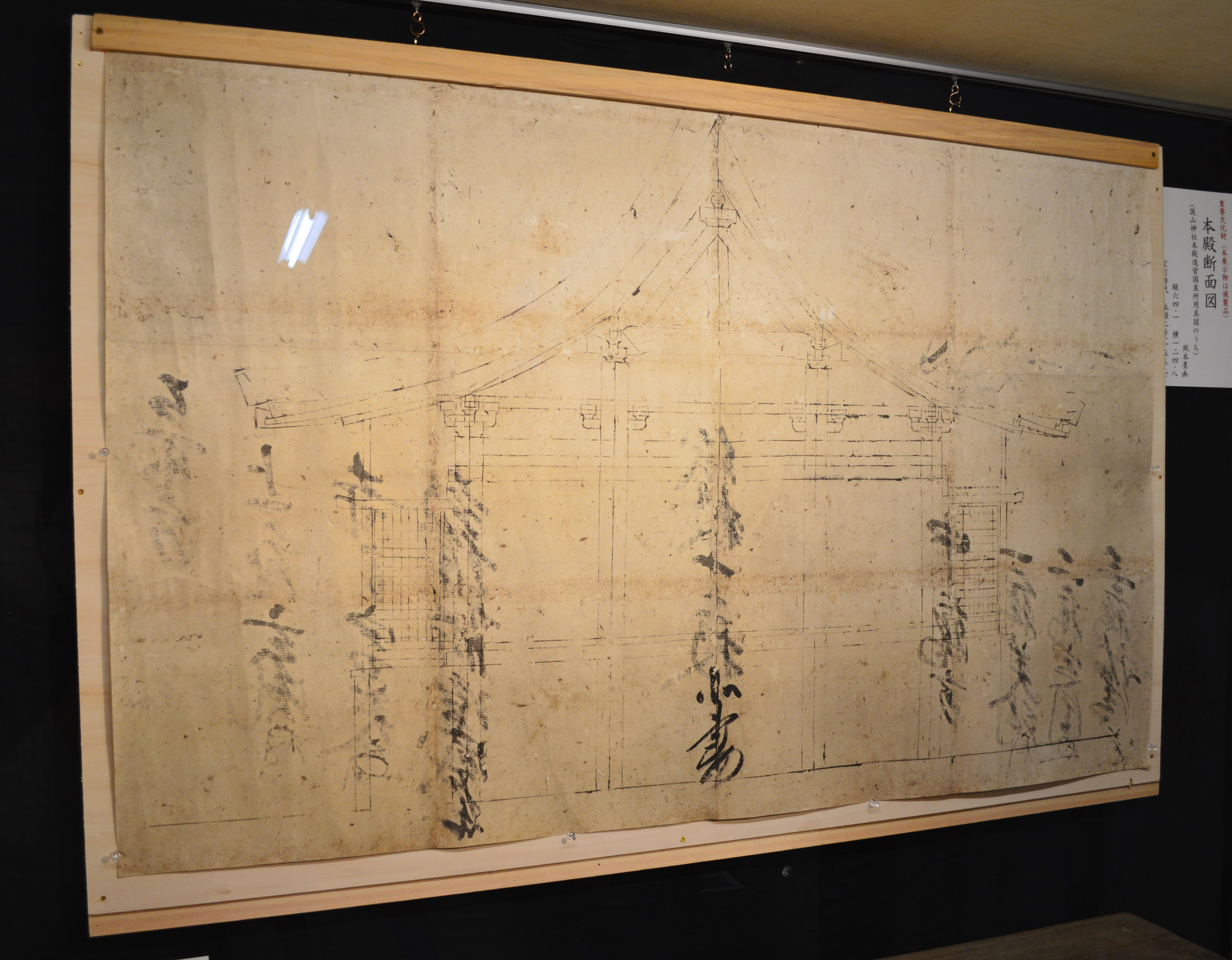
談山神社本殿造営図並所用具図 本殿断面図（複製）
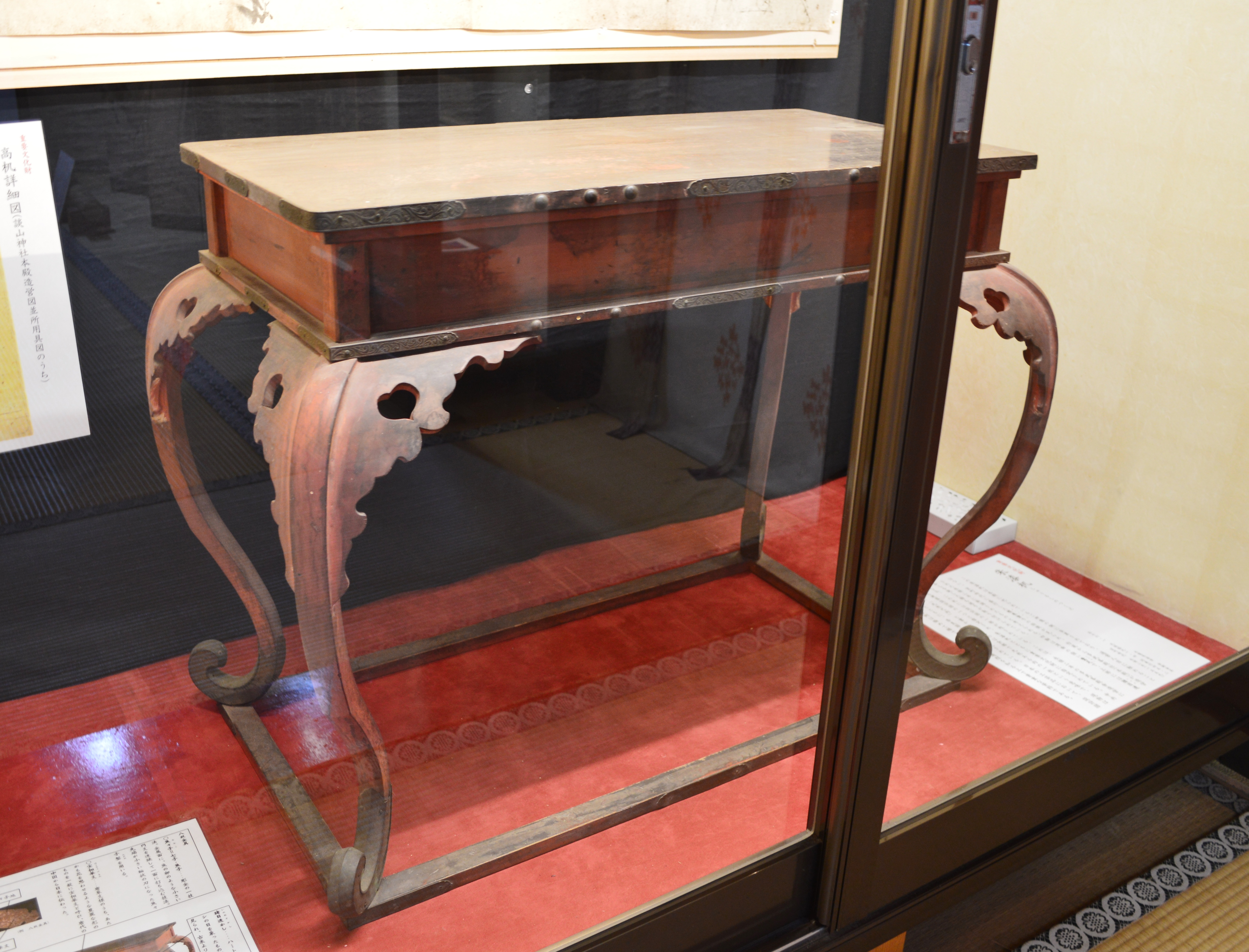
談山神社本殿造営図並所用具図の附 朱漆机

### 国登録有形文化財
- 旧慈門院客殿及び庫裏（陶原家住宅主屋）
- 旧慈門院持仏堂（陶原家住宅持仏堂）
- 旧慈門院小座敷及び土蔵（陶原家住宅小座敷及び土蔵）
- 旧慈門院塀重門（陶原家住宅塀重門）
- 旧慈門院表門（陶原家住宅表門）
- 旧真法院客殿及び庫裏（西宮家住宅主屋）
- 旧真法院塀重門（西宮家住宅塀重門）
- 旧真法院表門（西宮家住宅表門）

### 奈良県指定文化財
- 有形文化財
  - 談山神社東大門（建造物） - 1966年（昭和41年）1月13日指定[6]。
  - 談山神社大鳥居（建造物） - 1966年（昭和41年）1月13日指定[6]。
  - 絹本著色聖徳太子絵伝 4幅（絵画） - 2001年（平成13年）3月30日指定[6]。奈良国立博物館寄託。
  - 絹本著色多武峰縁起 4巻（絵画） - 2008年（平成20年）3月28日指定[6]。
  - 銅梵鐘（工芸品） - 1992年（平成4年）3月6日指定[6]。
  - 笙（行円作）・笙（頼尊作）（工芸品） - 2018年（平成30年）2月2日指定[7]。
    - 笙（行円作）の附：紙本墨書寄進状 包紙添、紙本添状 包紙添、紙本墨書添状 包紙添、紙本墨書添状写 包紙添、紙本墨銘書付 二重包紙添、錦袋、浅葱包裂、藤文蒔絵箱（内箱）、木箱（中箱）、木箱（外箱）
    - 笙（頼尊作）の附：緋包裂、木箱

  - 談山神社文書 2867点（古文書） - 1996年（平成8年）3月22日指定[6]。
- 無形民俗文化財
  - 談山神社嘉吉祭の神饌 -百味御食-（嘉吉祭百味御食保存会） - 2010年（平成22年）3月30日指定[6]。
- 史跡
  - 多武峯町石 31基 - 1960年（昭和35年）3月30日指定[6]。

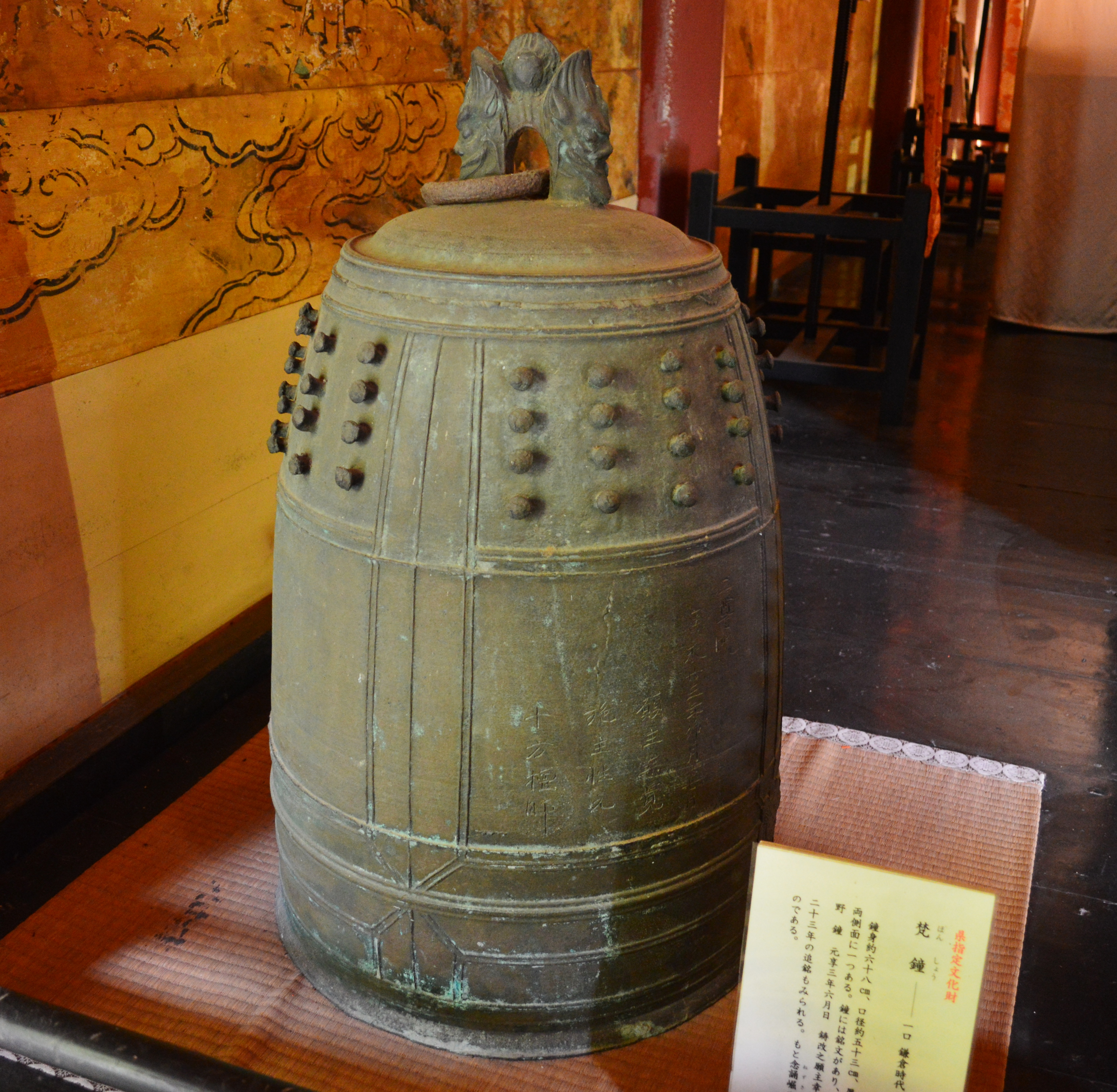
銅梵鐘

### 桜井市指定文化財
- 有形文化財
  - 旧妙楽寺子院常住院表門
  - 増賀上人行業記絵巻 上巻・下巻 附：木箱 - 奈良国立博物館寄託。
  - 青白磁 唐子蓮花唐草文瓶
  - 青白磁 渦文瓶

### 桜井市指定天然記念物
- 御破裂山アカガシ林
- 談山神社のエドヒガン（薄墨桜）

### その他
- 談山神社にあった狩野派の襖絵は、のちに大英博物館、シアトル美術館、青森県中泊町の宮越家の所有になり、大英博物館所蔵の「秋冬花鳥図」はキヤノンのプロジェクトによって複製され、神社に寄贈された[8][9]。

## 関連図書
- 安津素彦・梅田義彦 編・監修『神道辞典』神社新報社、1968年、38頁
- 白井永二・土岐昌訓 編『神社辞典』東京堂出版、1979年、224-225頁
- 菅田正昭『日本の神社を知る「事典」』日本文芸社、1989年、181-183頁
- 上山春平 ほか『日本「神社」総覧』新人物往来社、1992年、218-219頁
- 『談山神社―大化改新1350年』 新人物往来社：別冊神社シリーズ、1995年